# Capitoli di Naruto

La copertina del volume 28; il primo della seconda parte.

Questa è la lista dei capitoli di Naruto, manga scritto e disegnato da Masashi Kishimoto. L'opera narra la storia di Naruto Uzumaki, un giovane ninja con il sogno di diventare Hokage, il guerriero del suo villaggio considerato il più forte di tutti.
I 700 capitoli del manga sono stati serializzati sulla rivista Weekly Shōnen Jump dal 4 ottobre 1999 fino al 10 novembre 2014. Oltre alla pubblicazione su rivista, Shūeisha ha raccolto il manga in 72 volumi tankōbon, di cui il primo è uscito il 3 marzo 2000 e l'ultimo il 4 febbraio 2015. I primi 244 capitoli, corrispondenti agli albi dall'1 al 27, costituiscono la prima parte della storia, mentre i capitoli seguenti, raccolti negli ultimi 45 volumi, compongono la seconda parte, che si colloca dopo un salto temporale di due anni e mezzo dalla prima. Dal 7 novembre 2008 al 10 aprile 2009 Shueisha ha ristampato la prima parte in un'edizione sōshūhen in otto volumi intitolata Naruto sōshūhen: Uzumaki daikan (ＮＡＲＵＴＯ―ナルト―総集編 うずまき大巻? lett. "Naruto collezione completa: Uzumaki megavolume").
L'edizione italiana del manga è edita da Planet Manga, etichetta della Panini Comics, che ha pubblicato il primo volume il 3 aprile 2003 e i seguenti a cadenza mensile fino al numero 22 e con cadenza variabile dal 23 in poi. La serie ha avuto anche diverse riedizioni: Naruto il mito, una ristampa con una traduzione riveduta e pubblicata dal 19 ottobre 2006; Naruto Gold, una riedizione del manga dalle dimensioni più grandi venduta dal 28 febbraio 2008; Naruto Gold Deluxe, identica all'edizione Naruto Gold ma con la presenza della sovraccoperta, anch'essa in vendita dal 28 febbraio 2008.
| Indice Parte I: 1 2 3 4 5 6 7 8 9 10 11 12 13 14 15 16 17 18 19 20 21 22 23 24 25 26 27 Parte II: 28 29 30 31 32 33 34 35 36 37 38 39 40 41 42 43 44 45 46 47 48 49 50 51 52 53 54 55 56 57 58 59 60 61 62 63 64 65 66 67 68 69 70 71 72 Capitoli extra Note Collegamenti esterni |

## Parte I
| Nº | Titolo italiano Giapponese 「Kanji」 - Rōmaji | Data di prima pubblicazione         | Data di prima pubblicazione |
| Nº | Titolo italiano Giapponese 「Kanji」 - Rōmaji | Giapponese                          | Italiano                    |
| 1  | Naruto Uzumaki! 「うずまきナルト!!」 - Uzumaki Naruto!! | 3 marzo 2000 ISBN 4-08-872840-8     | 3 aprile 2003               |
| 1  | Capitoli - 1. Naruto Uzumaki! (うずまきナルト!!?, Uzumaki Naruto!!) - 2. Konohamaru! (木ノ葉丸!!?, Konohamaru!!) - 3. Sasuke Uchiha! (うちはサスケ?, Uchiha Sasuke) - 4. Kakashi Hatake! (はたけカカシ!!?, Hatake Kakashi!!) - 5. L'imprudenza è il peggior nemico! (油断大敵!!?, Yudan taiteki!!) - 6. Non succederà mai a Sasuke! (サスケ君に限って・・・!!?, Sasuke-kun ni kagitte...!!) - 7. La decisione di Kakashi (カカシの結論?, Kakashi no ketsuron) |                                     |                             |
| 1  | Trama Naruto Uzumaki è un ragazzo dodicenne del Villaggio della Foglia che insegue il sogno di diventare Hokage, cioè il ninja più forte, nonché capo del villaggio. Il giovane custodisce in sé un segreto di cui lui stesso è all'oscuro: all'interno del suo corpo è sigillato un demone, conosciuto come Volpe a Nove Code, che attaccò il villaggio dodici anni prima e fu sigillato dal Quarto Hokage in cambio della vita. Per questo motivo, Naruto è stato sempre associato allo spirito demoniaco ed è cresciuto isolato da tutti. Dopo l'ennesima bocciatura di Naruto all'esame dell'accademia per il diploma di Genin, il suo maestro Iruka Umino lo salva dal maestro traditore Mizuki che lo aveva spinto a rubare un rotolo contenente delle tecniche proibite. In questo frangente, Naruto scopre finalmente il suo segreto. Questo, unito al desiderio di salvare Iruka, gli dà la spinta necessaria a sconfiggere Mizuki con la Tecnica Superiore della Moltiplicazione del Corpo, appresa dal rotolo. Grazie a questa dimostrazione di coraggio, il ragazzo riesce a guadagnarsi la promozione a Genin ed entra a far parte della Squadra 7 insieme a Sakura Haruno e Sasuke Uchiha, sotto la guida del maestro Kakashi Hatake. |                                     |                             |
| 2  | Il peggior cliente 「最悪の依頼人」 - Saiaku no irainin | 2 giugno 2000 ISBN 4-08-872878-5    | 17 aprile 2003              |
| 2  | Capitoli - 8. Sarete bocciati! (だから不合格だってんだ!!?, Dakara fugōkaku datten'da!!) - 9. Il peggior cliente (最悪の依頼人?, Saiaku no irainin) - 10. Il secondo (２匹目?, Nihikime) - 11. Decollo! (上陸・・・!!?, Jōriku...!!) - 12. Siete tutti morti! (終わりだ!!?, Owari da!!) - 13. Essere ninja! (忍者だ!!?, Ninja da!!) - 14. La tattica segreta! (秘策・・・!!?, Hisaku...!!) - 15. Lo Sharingan rinasce! (蘇る写輪眼!!?, Yomigaeru Sharingan!!) - 16. Chi sei tu?! (お前は誰だ!!?, Omae wa dare da!!) - 17. La preparazione per il combattimento! (戦いの準備!!?, Tatakai no junbi!!) |                                     |                             |
| 2  | Trama Alla Squadra 7, come a tutte le altre squadre di Genin, vengono affidate missioni semplici di livello D, ma, dopo le lamentele di Naruto, le viene affidata una missione di livello C. Questa consiste nel proteggere e scortare l'anziano Tazuna, un costruttore di ponti del Paese delle Onde, durante il tragitto verso casa. La difficoltà della missione aumenta fino al livello B quando Tazuna rivela di essere stato preso di mira da Gatoo, un imprenditore senza scrupoli che ha assoldato ninja per ucciderlo. Zabuza Momochi, traditore del Villaggio della Nebbia, attacca il Gruppo 7 dopo che Kakashi ha sconfitto i Fratelli Diavolo, ma ha la peggio e si salva grazie all'intervento di Haku, il suo giovane compagno, che finge di ucciderlo per poterne portar via il cadavere. Kakashi, per aver usato troppo il suo occhio contenente lo Sharingan, nota che Zabuza è vivo e allena i ragazzi per prepararli all'imminente scontro. |                                     |                             |
| 3  | In nome del sogno! 「夢の為に・・・!!」 - Yume no tame ni...!! | 4 agosto 2000 ISBN 4-08-872898-X    | 22 maggio 2003              |
| 3  | Capitoli - 18. L'inizio dell'allenamento (修業開始?, Shūgyō kaishi) - 19. Il simbolo del coraggio (勇気の象徴?, Yūki no shōchō) - 20. Il paese che aveva un eroe! (英雄のいた国・・・!!?, Eiyū no ita kuni...!!) - 21. L'incontro nella foresta! (森の中の出会い・・・!!?, Mori no naka no deai...!!) - 22. Un nuovo rivale! (強敵出現!!?, Kyōteki shutsugen!!) - 23. Due attacchi a sorpresa! (２つの急襲・・・!!?, Futatsu no kyūshū...!!) - 24. Velocità! (スピード!!?, Supīdo!!) - 25. In nome del sogno! (夢の為に・・・!!?, Yume no tame ni...!!) - 26. L'anti-Sharingan! (写輪眼崩し・・・!!?, Sharingan kuzushi...!!) - 27. Il risveglio! (覚醒・・・!!?, Mezame...!!) |                                     |                             |
| 3  | Trama La Squadra 7 è ospitata nella casa di Tazuna e qui conosce la sua famiglia. Intanto, Naruto, Sasuke e Sakura si allenano ad arrampicarsi sugli alberi, usando il chakra. Quando Zabuza si riprende, torna a scontrarsi con la Squadra 7 sul ponte insieme a Tazuna. Nello scontro Kakashi se la vede con Zabuza mentre Naruto e Sasuke affrontano Haku. Durante la battaglia, Sasuke, sebbene abbia attivato per la prima volta lo Sharingan, sembra essere ucciso da Haku. Naruto, che per essere protetto ha fatto colpire Sasuke, si scatena. |                                     |                             |
| 4  | Il ponte dell'Eroe! 「英雄の橋!!」 - Eiyū no hashi!! | 4 ottobre 2000 ISBN 4-08-873026-7   | 19 giugno 2003              |
| 4  | Capitoli - 28. Nove code! (九尾・・・!!?, Kyūbi...!!) - 29. La persona importante! (大切な人・・・!!?, Taisetsu na hito...!!) - 30. Nel tuo futuro vedo...! (お前の未来は・・・!!?, Omae no mirai wa...!!) - 31. Ad ognuno la sua battaglia! (それぞれの戦い・・・!!?, Sorezore no tatakai...!!) - 32. Uno strumento chiamato ninja (忍という名の道具?, Shinobi to iu na no dōgu) - 33. Il ponte dell'eroe! (英雄の橋!!?, Eiyū no hashi!!) - 34. Degli intrusi?! (侵入者 !??, Shinnyūsha!?) - 35. Iruka vs. Kakashi?! (イルカVSカカシ!??, Iruka VS. Kakashi!?) - 36. La malinconia di Sakura! (サクラの憂鬱!!?, Sakura no yuūtsu) |                                     |                             |
| 4  | Trama Naruto perde il controllo e libera parte del chakra della Volpe a Nove Code. Prima che Naruto possa ucciderlo, Haku si sacrifica per salvare Zabuza da Kakashi. In quel momento Gatoo rivela di non avere intenzione di pagarlo per la missione e cerca di farlo uccidere dai suoi scagnozzi; tuttavia, Zabuza, prima di morire, riesce ad uccidere Gatoo. Di conseguenza Tazuna finisce di costruire il ponte chiamandolo "Ponte Naruto", per via del suo indispensabile aiuto, convinto che questo nome un giorno lo renderà famoso. La Squadra 7 seppellisce i due ninja e fa ritorno al villaggio. Qui incontrano tre ninja del Villaggio della Sabbia: Temari, Kankuro e Gaara e scoprono che sta per tenersi l'esame di selezione dei chunin, a cui Kakashi li ha iscritti. Mentre si recano a confermare l'iscrizione, Sasuke è sfidato da un loro compaesano di un anno più vecchio: Rock Lee. |                                     |                             |
| 5  | Gli sfidanti! 「挑戦者たち!!」 - Chōsensha-tachi!! | 4 dicembre 2000 ISBN 4-08-873050-X  | 17 luglio 2003              |
| 5  | Capitoli - 37. Il peggior avversario! (最悪の相性・・・!!?, Saiaku no aishō...!!) - 38. Start! (START・・・!!?) - 39. Gli sfidanti! (挑戦者たち!!?, Chōsensha-tachi!!) - 40. Il primo esame (第一の試験!!?, Daīchi no shiken!!) - 41. Il sospiro del diavolo?! (悪魔の囁き・・・!??, Akuma no sasayaki...!?) - 42. A ciascuno la sua battaglia! (それぞれの闘い・・・!!?, Sorezore no tatakai...!!) - 43. La domanda numero dieci! (第10問目・・・!!?, Daijū monme...!!) - 44. I requisiti messi alla prova! (試された資質・・・!!?, Tamesareta shishitsu...!!) - 45. Il secondo esame! (第二の試験!!)?, Daini no shiken!!) |                                     |                             |
| 5  | Trama Lee sconfigge Sasuke, che ne esce motivato a migliorare. I ragazzi affrontano l'esame di selezione dei Chunin che si divide in tre prove guidate da esaminatori che sono Jonin speciali del Villaggio della Foglia. La prima, guidata da Ibiki Morino, comprende un esame scritto che viene superato, tra gli altri, dai team di Kakashi, di Asuma, di Kurenai e di Gai che possiedono allievi eccezionali e particolari. Il secondo test consiste in una prova di sopravvivenza per cinque giorni nella Foresta della Morte e durante la quale i partecipanti devono raccogliere due rotoli. |                                     |                             |
| 6  | La decisione di Sakura! 「サクラの決意!!」 - Sakura no ketsui!! | 2 marzo 2001 ISBN 4-08-873089-5     | 22 agosto 2003              |
| 6  | Capitoli - 46. La parola d'ordine! (合言葉は・・・!!?, Aikotoba wa...!!) - 47. Il predatore! (捕食者!!?, Hoshokusha!!) - 48. Lo scopo! (その目的は・・・!!? Sono mokuteki wa...!!) - 49. Codardo! (臆病者・・・!!?, Okubyōmono...!!) - 50. Sarò io! (私が・・・!!?, Watashi ga...!!) - 51. La furia! (美しき野獣・・・!!?, Utsukushiki yajū...!!) - 52. La condizione! (使用の条件!!?, Shō no jōken!!) - 53. La decisione di Sakura! (サクラの決意!!?, Sakura no ketsui!!) - 54. Sakura ed Ino (サクラといの?, Sakura to Ino) |                                     |                             |
| 6  | Trama Orochimaru, sotto le sembianze di una ninja del Villaggio dell'Erba, marchia Sasuke Uchiha con il Segno maledetto. Naruto tenta di battere Orochimaru, ma viene sconfitto, così rimane solo Sakura a doversi difendere dagli attacchi di tre ninja del Suono, incaricati da Orochimaru di uccidere Sasuke. Sakura viene salvata da Lee, innamorato di lei, che però viene sconfitto. Quando anche Sakura soccombe, a difenderla accorre il Gruppo 10 composto da Shikamaru Nara, Choji Akimichi e Ino Yamanaka, un tempo migliore amica e ora rivale di Sakura. |                                     |                             |
| 7  | La strada da prendere! 「進むべき道・・・!!」 - Susumubeki michi...!! | 1º maggio 2001 ISBN 4-08-873113-1   | 18 settembre 2003           |
| 7  | Capitoli - 55. Guerra totale! (全面戦争!!?, Zenmen sensō!!) - 56. Il potere ricevuto! (与えられし力・・・!!?, Ataerareshi chikara...!!) - 57. Dieci ore prima (10時間前?, Jū jikan mae) - 58. Il testimone! (目撃者・・・!!?, Mokugekisha...!!) - 59. La tragedia della sabbia! (砂の惨劇!!?, Suna no sangeki!!) - 60. L'ultima possibilità! (ラストチャンス・・・!!?, Rasuto Chansu...!!) - 61. La strada da prendere! (進むべき道・・・!!?, Susumubeki michi...!!) - 62. Intrappolati! (袋のネズミ・・・!!?, Fukuro no nezumi...!!) - 63. L'altra faccia (もう一つの顔?, Mō hitotsu no kao) |                                     |                             |
| 7  | Trama Nemmeno la Squadra 10 riesce a sconfiggere il trio del Suono. Arrivano così i compagni di Lee: Tenten e Neji Hyuga, il genin più forte della Foglia. I due non combattono perché Sasuke si riprende e riesce a battere da solo i nemici, utilizzando però il potere del sigillo ottenuto da Orochimaru. Il team della Sabbia, invece, supera la prova della foresta in pochissimo tempo. Dopo lo scontro, Naruto, Sakura e Sasuke ripartono insieme a Kabuto Yakushi che li aiuta ad evitare trappole ed a sconfiggere dei ninja del Villaggio della Pioggia ma che si rivela, insieme ai suoi compagni, spia di Orochimaru. La squadra 7, arrivata alla torre, decide di aprire i rotoli. |                                     |                             |
| 8  | Combattere a costo della vita! 「命懸けの戦い!!」 - Inochigake no tatakai!! | 3 agosto 2001 ISBN 4-08-873147-6    | 16 ottobre 2003             |
| 8  | Capitoli - 64. Il messaggio dell'Hokage! (火影の伝令・・・!!?, Hokage no denrei...!!) - 65. Combattere a costo della vita! (命懸けの戦い!!?, Inochigake no tatakai!!) - 66. La supplica di Sakura (サクラの勧告?, Sakura no kankoku) - 67. Il potere non convenzionale! (異端なる能力!!?, Itan naru nōryoku!!) - 68. Il sangue degli Uchiha! (うちはの血!!?, Uchiha no chi!!) - 69. Il visitatore del terrore! (恐怖の訪問者!!?, Kyōfu no hōmonsha!!) - 70. Chi morirà?! (死ぬのは・・・!??, Shinu no wa...!?) - 71. Il muro invalicabile! (高すぎる壁・・・!!?, Takasugiru kabe...!!) - 72. Rivalità! (拮抗・・・!!?, Kikkō...!!) |                                     |                             |
| 8  | Trama Aprendo il rotolo, evocano il maestro Iruka che spiega loro cosa significa essere un chunin e cosa li aspetta nella terza prova: scontri individuali. Sakura avverte il maestro Kakashi del segno maledetto di Sasuke. Sasuke, Shino e Kankuro superano la prova sconfiggendo rispettivamente Yoroi, Zaku e Tsurugi. Ino e Sakura vengono sorteggiate per combattere l'una contro l'altra e Ino sembra avere la meglio. |                                     |                             |
| 9  | Neji e Hinata 「ネジとヒナタ」 - Neji to Hinata | 4 ottobre 2001 ISBN 4-08-873174-3   | 20 novembre 2003            |
| 9  | Capitoli - 73. Dichiarazione di sconfitta?! (敗北宣言・・・！？?, Haiboku sengen...!?) - 74. Il sesto incontro! (第六回戦・・・そして!!?, Dairoku kaisen... soshite!!) - 75. I miglioramenti di Naruto! (ナルトの成長・・・!!?, Naruto no seichō...!!) - 76. Kiba o Naruto in vantaggio?! (キバの逆転!! ナルトの逆転 !!??, Kiba no gyukuten!! Naruto no gyukuten!!?) - 77. Il piano di Naruto! (ナルトの奇策!!?, Naruto no kisaku!!) - 78. Neji ed Hinata (ネジとヒナタ?, Neji to Hinata) - 79. Il clan Hyuga (日向一族?, Hyūga ichizoku) - 80. Superando il limite... (限界を超えて・・・?, Genkai o koete...) - 81. Gaara vs... (我愛羅VS・・・?) |                                     |                             |
| 9  | Trama Ino e Sakura si impegnano a fondo, ma la sfida termina in parità. Anche Temari supera la prova stendendo Tenten, mentre Shikamaru sconfigge Kin. Naruto vince, anche se con molte difficoltà, contro Kiba. Un altro sorteggio impone di combattere ad Hinata Hyuga e Neji Hyuga. Quest'ultimo prova un profondo rancore verso la cugina, appartenente alla casata principale, e tenta di ucciderla ma viene fermato dai vari Jonin. Neji si aggiudica comunque la vittoria. Naruto, infuriato per questo, giura sul sangue versato da Hinata che sconfiggerà Neji nella fase finale. Lo scontro successivo è tra Gaara e Rock Lee. |                                     |                             |
| 10 | Un ninja ammirevole! 「立派な忍者・・・!!」 - Rippa na ninja...!! | 4 dicembre 2001 ISBN 4-08-873197-2  | 18 dicembre 2003            |
| 10 | Capitoli - 82. Il segreto di Lee! (リーの秘密!!?, Rī no himitsu!!) - 83. Il crollo della difesa assoluta?! (絶対防御・崩壊！？?, Zettai hōgyo, hōkai!?) - 84. Il genio dell'impegno! (努力の天才・・・!!?, Doryoku no tensai...!!) - 85. Ora o mai più! (今こそ・・・!!?, Ima koso...!!) - 86. Un ninja ammirevole! (立派な忍者・・・!!?, Rippa na ninja...!!) - 87. La fine degli scontri preliminari! (予選終了・・・!!?, Yosen shūryō...!!) - 88. E Sasuke?! (サスケは・・・！？?, Sasuke wa...!?) - 89. Il desiderio di Naruto! (ナルトのお願い・・・!!?, Naruto no onegai...!!) - 90. E l'allenamento? (修業どーすんだ!??, Shūgyō dōsun'da!?) |                                     |                             |
| 10 | Trama Gaara riesce a battere Rock Lee, spezzandogli un braccio e le gambe e rendendolo invalido, nonostante Lee abbia aperto cinque delle otto porte difensive del corpo. Passa il turno anche Dosu del Suono battendo Choji. Sasuke in ospedale è attaccato da Kabuto, che viene fermato da Kakashi e che quindi fugge. Kakashi decide di allenare Sasuke in attesa dell'inizio della terza prova, che consiste nello sfidarsi uno contro uno. Anche Naruto comincia ad allenarsi, ma con il maestro Ebisu, per imparare a camminare sull'acqua. Durante gli allenamenti, Ebisu viene steso da un tizio sopra un rospo che spia le ragazze alle terme. |                                     |                             |
| 11 | Desiderio di apprendimento?! 「弟子入り志願 !?」 - Deshi'iri shigan!? | 4 marzo 2002 ISBN 4-08-873236-7     | 22 gennaio 2004             |
| 11 | Capitoli - 91. Desiderio di apprendimento?! (弟子入り志願 !??, Deshi'iri shigan!?) - 92. Foglia, Suono e Sabbia! (木ノ葉と音と砂と・・・!!?, Konoha to Oto to Suna to...!!) - 93. A ciascuno la propria passione! (熱情・・・それぞれ!!?, Netsujō... sorezore!!) - 94. La chiave! (鍵・・・!!?, Kagi...!!) - 95. L'incontro! (邂逅・・・!!?, Kaikō...!!) - 96. Un ospite inatteso! (突然の来訪者!!?, Totsuzen no raihōsha!!) - 97. Il motivo persistente! (在り続ける理由!!?, Ari tsuzukeru wake!!) - 98. Sbagliare con dignità! (誇り高き失敗者!!?, Hokori takaki shippaisha!!) - 99. L'inizio della prova principale! (本線、開始っ・・・!!?, Honsen, kaishi...!!) |                                     |                             |
| 11 | Trama Jiraiya diventa il nuovo maestro di Naruto e, da quando inizia ad allenarlo, capisce che lui è la forza portante della Volpe a Nove Code. Invece che insegnargli a limitare il chakra del demone, Jiraiya cerca di incanalare il suo potere per utilizzarlo in combattimento, e gli insegna la Tecnica del Richiamo per evocare i rospi. Nel frattempo, la Foglia si prepara ad una possibile invasione. Orochimaru e il villaggio della Sabbia stanno infatti preparandosi per la guerra. Dopo aver ucciso Dosu, Gaara tenta di uccidere Lee, ma è fermato da Naruto, Shikamaru e il maestro Gai. Comincia la terza prova e Naruto deve combattere con Neji Hyuga. |                                     |                             |
| 12 | Spiccare il volo! 「大いなる飛翔!!」 - Ōi naru hishō!! | 1º maggio 2002 ISBN 4-08-873259-6   | 19 febbraio 2004            |
| 12 | Capitoli - 100. Pronto a finire in pezzi! (玉砕覚悟!!?, Gyokusai kakugo!!) - 101. Un'altra difesa assoluta! (もう一つの・・・!!?, Mō hitotsu no...!!) - 102. L'uccello nella gabbia! (籠の中の鳥・・・!!?, Kago no naka no tori...!!) - 103. Il fallito! (落ちこぼれ!!?, Ochigobore!!) - 104. Il potere di cambiare il destino! (変える力・・・!!?, Kaeru chikara...!!) - 105. Spiccare il volo (大いなる飛翔!!?, Ōi naru hishō!!) - 106. La squalifica di Sasuke?! (サスケ失格・・・！？?, Sasuke shikkaku...!?) - 107. Il ragazzo svogliato! (やる気ゼロの男!!?, Yaruki zero no otoko!!) - 108. Uno specchietto per le allodole! (勝利への伏線・・・！??, Shōri e no fukusen...!?) |                                     |                             |
| 12 | Trama Naruto, messo in difficoltà da un avversario più forte di lui, richiama il chakra della Volpe a Nove Code per liberarsi dalla tecnica delle 64 chiusure e, alla fine, riesce a sconfiggere il suo avversario, al quale poi il padre di Hinata spiega come morì realmente il padre di Neji, sacrificatosi per evitare una guerra con la Nuvola. Nello scontro successivo, Shikamaru Nara si scontra con Temari della Sabbia ed il ragazzo sfodera tutte le sue abilità strategiche fino a intrappolare la sua avversaria con la sua tecnica del controllo dell'ombra. Alla fine Shikamaru si arrende sostenendo di non avere più né chakra, né voglia di sostenere lo scontro. |                                     |                             |
| 13 | La conclusione dell'esame di selezione dei chunin! 「中忍試験、終了・・・!!」 - Chūnin shiken, sūryō!! | 2 agosto 2002 ISBN 4-08-873298-7    | 18 marzo 2004               |
| 13 | Capitoli - 109. La danza delle foglie (木の葉、舞い・・・!!?, Konoha, mai...!!) - 110. Finalmente! (いよいよ・・・!!?, Iyo iyo...!!) - 111. Sasuke vs. Gaara! (サスケVS我愛羅!!?) - 112. Le arti marziali di Sasuke! (サスケの体術・・・!!?, Sasuke no taijutsu...!!) - 113. Il motivo del ritardo! (遅刻の理由・・・!!?, Chikoku no ryū...!!) - 114. L'assalto! (強襲・・・!!?, Kyōshū...!!) - 115. La conclusione dell'esame di selezione dei chunin! (中忍試験、終了!!?, Chūnin shiken, sūryō!!) - 116. Distruggere la foglia! (木ノ葉崩し・・・!!?, Konoha kuzushi...!!) - 117. La missione ricevuta! (下された任務・・・!!?, Kudasareta ninmu...!!) |                                     |                             |
| 13 | Trama Gaara affronta Sasuke. Questi usa le arti marziali di Rock Lee, copiate con lo Sharingan, per colpire Gaara, che si rinchiude in un guscio di sabbia. Sasuke sfodera allora la tecnica dei Mille Falchi, con la quale ferisce Gaara che, alla vista del suo sangue, impazzisce. Comincia l'invasione della Foglia, con Kabuto che, mascherato da membro della Squadra Speciale, addormenta tutta la platea eccetto i Jonin che si liberano. L'esaminatore della terza prova, Genma, dice a Sasuke di inseguire Gaara che è fuggito con Kankuro e Temari. Kakashi invia però Pak, Sakura, Shikamaru e Naruto per fermare Sasuke. Orochimaru, che dirige l'attacco, prende il Terzo Hokage in ostaggio isolandolo dal resto della popolazione ed i due iniziano a combattere. Orochimaru resuscita due ninja per farli combattere contro il suo vecchio maestro. |                                     |                             |
| 14 | Hokage vs. Hokage! 「火影VS火影!!」 - Hokage VS Hokage! | 1º novembre 2002 ISBN 4-08-873341-X | 22 aprile 2004              |
| 14 | Capitoli - 118. Temporeggiare! (足止め・・・!!?, Ashidome...!!) - 119. La mia vita! (オレの人生・・・!!?, Ore no jinsei...!!) - 120. Hokage vs. hokage! (火影VS火影!!?, Hokage VS Hokage!) - 121. L'esperimento terrificante! (恐るべき実験・・・!!?, Osorubeki jikken...!!) - 122. I propositi tramandati! (受け継がれてゆく意志!!?, Uketsugarete yuku ishi!!) - 123. L'ultimo sigillo! (最後の封印?, Saigo no fūin) - 124. L'eterno combattimento! (永遠なる闘い・・・!!?, Eien naru tatakai...!!) - 125. Il momento del risveglio! (目覚めの時・・・!!?, Mezame no toki...!!) - 126. L'imprudenza! (油断・・・!!?, Yudan...!!) |                                     |                             |
| 14 | Trama I due sono il Primo ed il Secondo Hokage. Sarutobi riesce a sigillare le loro anime con la tecnica con cui il Quarto Hokage sigillò la Volpe: Sigillo del Diavolo, e tenta di usarla per eliminare anche Orochimaru definitivamente, senza permettergli di risorgere cambiando corpo. Intanto, Sakura, Naruto e Shikamaru scoprono di essere seguiti da ninja invasori e Shikamaru li blocca col Controllo dell'Ombra. Esausto per lo scontro con Temari, Shikamaru è salvato dal maestro Asuma, che elimina i ninja del Suono. Shino sconfigge Kankuro ma cade avvelenato, mentre Sasuke raggiunge Gaara che si sta trasformando. |                                     |                             |
| 15 | La serie delle arti magiche di Naruto! 「ナルト忍法帖!!」 - Naruto ninpōchō!! | 20 dicembre 2002 ISBN 4-08-873368-1 | 20 maggio 2004              |
| 15 | Capitoli - 127. Sentire la vita! (生の実感・・・!!)?, Sei no jikkan...!!) - 128. Superando il limite! (限界を超えて・・・!!?, Genkai o koete...!!) - 129. Dolore! (痛み・・・!!?, Itami...!!) - 130. Affetto! (愛情・・・!!?, Aijō...!!) - 131. Il nome Gaara! (我愛羅という名・・・!!?, Gaara to iu na...!!) - 132. Luce e ombra (二人・・・闇と光?, Futari... Yami to hikari) - 133. Il più forte! (強き者・・・!!?, Tsuyokimono...!!) - 134. La serie delle arti magiche di Naruto! (ナルト忍法帖!!?, Naruto ninpōchō!!) - 135. Un combattimento tempestoso! (嵐の如き戦い!!?, Arashi no gotoki tatakai!!) |                                     |                             |
| 15 | Trama Trasformandosi, Gaara riesce a resistere all'attacco Mille Falchi dell'avversario. Naruto interviene in difesa dell'amico ed inizia a risvegliare il potere della Volpe; Gaara completa la sua trasformazione diventando un Demone Tasso in miniatura. Naruto, per combatterlo, evoca Gamabunta, che si scontra con il Demone Tasso. Naruto colpisce Gaara per fargli riprendere il dominio del proprio corpo. |                                     |                             |
| 16 | La conclusione dell'attacco! 「木ノ葉崩し、終結!!」 - Konoha kuzushi, shūketsu!! | 4 marzo 2003 ISBN 4-08-873394-0     | 17 giugno 2004              |
| 16 | Capitoli - 136. Il colpo finale! (最後の一撃・・・!!?, Saigo no ichigeki...!!) - 137. I ninja della Foglia! (木ノ葉の忍・・・!!?, Konoha no shinobi...!!) - 138. La conclusione dell'attacco! (木ノ葉崩し、終結!!?, Konoha kuzushi, shūketsu!!) - 139. Il suo nome! (その者の名は・・・!!?, Sono mono no na wa...!!) - 140. L'intrusione! (接近・・・!!?, Sekkin...!!) - 141. Itachi Uchiha! (うちはイタチ!!?, Uchiha Itachi!!) - 142. Kakashi vs. Itachi (カカシVSイタチ?, Kakashi VS Itachi) - 143. L'eredità del quarto hokage! (四代目の遺産!!?, Yondaime no isan!!) - 144. L'inseguitore! (追跡者?, Tsuisekisha) |                                     |                             |
| 16 | Trama Naruto sveglia Gaara facendo ritirare il Demone Tasso. I due si scontrano ancora e Naruto vince. Nel frattempo, il Terzo Hokage si accorge di essere troppo debole per risigillare l'intera anima di Orochimaru, così, limita la sua azione solo alle braccia e, di conseguenza, blocca al ninja la possibilità di utilizzare tutte le sue tecniche. Questo gesto salva il paese, ma provoca la morte dell'Hokage. Il consiglio della Foglia nomina Hokage Jiraiya che rifiuta e si offre di cercare la sua vecchia compagna di squadra Tsunade affinché diventi Quinta Hokage. Il Ninja Supremo parte, così, con Naruto. Intanto, al villaggio arrivano Kisame Hoshigaki ed Itachi Uchiha, il fratello che Sasuke vuole uccidere. I due combattono con Asuma, Kurenai e Kakashi che viene sconfitto dalla Tsukuyomi (Tecnica della Luna Insanguinata) dello Sharingan ipnotico di Itachi. In loro soccorso arriva Gai e prima che se ne vadano, Kakashi deduce che sono membri dell'Organizzazione Alba e che vogliono catturare Naruto per la Volpe sigillata dentro di lui. Venutolo a sapere, Sasuke decide di raggiungere Naruto prima di loro che è, però, trovato dai due. |                                     |                             |
| 17 | Il potere di Itachi! 「イタチの能力!!」 - Itachi no chikara!! | 1º maggio 2003 ISBN 4-08-873420-3   | 15 luglio 2004              |
| 17 | Capitoli - 145. La memoria della disperazione (絶望の記憶?, Zetsubō no kioku) - 146. Insieme nell'odio! (憎悪とともに・・・!!?, Zōo to tomo ni...!!) - 147. Il mio combattimento! (オレの戦い!!?, Ore no tatakai!!) - 148. Il potere di Itachi! (イタチの能力!!?, Itachi no chikara!!) - 149. La leggendaria... (伝説の・・・!!?, Densetsu no...!!) - 150. L'inizio dell'allenamento?! (修行開始・・・！？?, Shūgyō kaishi...!?) - 151. L'indizio! (きっかけ・・・!!?, Kikkake...!!) - 152. La seconda fase (第二段階?, Daini dankai) - 153. I ricercatori! (捜索者たち!!?, Sōsakusha-tachi) |                                     |                             |
| 17 | Trama Itachi e Kisame cercano di catturare Naruto. Sasuke li raggiunge e cerca di uccidere Itachi, ma suo fratello maggiore è nettamente più forte ed i due vengono messi in fuga solo grazie all'intervento di Jiraiya. Sasuke, sconfitto dalla Tsukuyomi, viene mandato all'ospedale della Foglia, mentre Naruto e Jiraiya continuano la ricerca. Jiraiya comincia ad insegnare il Rasengan a Naruto. Nel frattempo anche Orochimaru si mette alla ricerca di Tsunade, sperando che con le sue arti mediche possa curargli le braccia. |                                     |                             |
| 18 | La decisione di Tsunade! 「綱手の決意!!」 - Tsunade no ketsui | 4 agosto 2003 ISBN 4-08-873493-9    | 12 agosto 2004              |
| 18 | Capitoli - 154. L'arrivo! (到達・・・!!?, Dōtatsu...!!) - 155. La terza fase (第三段階?, Daisan dankai) - 156. La trattativa (取り引き?, Torihiki) - 157. Qual è la risposta?! (答えは・・・！？?, Kotae wa...!?) - 158. Non ti perdonerò mai! (許さねぇ・・・!!?, Yurusane...!!) - 159. La scommessa! (賭け・・・!!?, Kake...!!) - 160. La collana della morte! (死の首飾り・・・!!?, Shi no kubikazari...!!) - 161. La decisione di Tsunade! (綱手の決意!!?, Tsunade no ketsui) - 162. Il sentimento perpetuo (抗えぬ心・・・!!?, Aragaenu kokoro...!!) |                                     |                             |
| 18 | Trama Orochimaru incontra Tsunade e si offre di resuscitare suo fratello Nawaki ed il suo fidanzato Dan, morti in battaglia, in cambio di una cura, lasciandole una settimana di tempo per decidere. Jiraiya e Naruto la trovano e le offrono il titolo di Hokage: lei rifiuta, insultando il Terzo e il Quarto Hokage. Naruto, furioso, la attacca con il Rasengan ma fallisce. Tsunade scommette che non riuscirà a completare la tecnica e gli dà una settimana. Una volta passata, Tsunade incontra Orochimaru per curargli le braccia ma in cambio egli non deve toccare la Foglia. |                                     |                             |
| 19 | L'erede 「受け継ぐ者」 - Uketsugumono | 4 novembre 2003 ISBN 4-08-873523-4  | 16 settembre 2004           |
| 19 | Capitoli - 163. Qualcosa di eterno! (朽ちぬもの・・・!!?, Kuchinumono...!!) - 164. I ninja specialisti della medicina! (医療忍者!!?, Iryō ninja!!) - 165. L'assalto di Naruto! (ナルト、突撃っ!!?, Naruto, totsugeki!!) - 166. Il talento di un ninja! (忍の才能・・・!!?, Shinobi no sainō...!!) - 167. Come da promessa! (約束通り・・・!!?, Yakusoku dōri...!!) - 168. Ancora un'ultima volta! (もう一度だけ?, Mō ichido dake) - 169. Rischiare la vita! (命を懸ける・・・!!?, Inochi o kakeru...!!) - 170. L'attacco e la difesa del trio! (三竦みの攻防!!?, Sansukumi no kōbō!!) - 171. L'erede! (受け継ぐ者?, Uketsugumono) |                                     |                             |
| 19 | Trama Tsunade tradisce Orochimaru e mentre lo sta per curare, in realtà, cerca di ucciderlo. L'intervento di Kabuto, però, glielo impedisce. Inizia uno scontro fra Tsunade e Kabuto a colpi di tecniche mediche. Jiraiya, Naruto e Shizune li raggiungono: Jiraiya affronta Orochimaru, Naruto salva Tsunade da Kabuto e lo sconfigge grazie al Rasengan. Colpita dalla tenacia del ragazzo, Tsunade si unisce a Jiraiya contro Orochimaru. I tre Ninja Supremi evocano il rospo Gamabunta, il serpente Manda e la lumaca Katsuyu. Non potendoli affrontare tutti e due senza le proprie braccia, Orochimaru fugge con Kabuto giurando vendetta e di distruggere la Foglia. Tsunade accetta di diventare Hokage e partendo per la Foglia assicura a Nawaki e Dan che l'erede del loro sogno è con lei: Naruto. |                                     |                             |
| 20 | Naruto vs. Sasuke 「ナルトVSサスケ!!」 - Naruto VS Sasuke!! | 19 dicembre 2003 ISBN 4-08-873552-8 | 21 ottobre 2004             |
| 20 | Capitoli - 172. Il ritorno (帰郷?, Kikyō) - 173. Coloro che soffrono (苦悩する者たち?, Kunōsurumono-tachi) - 174. Il pensiero di ognuno! (想い、それぞれ・・・!?, Omoi, sorezore...!) - 175. Naruto vs. Sasuke! (ナルトVSサスケ!!?, Naruto VS Sasuke!!) - 176. I rivali (ライバルというもの?, Raibaru to iu mono) - 177. Il quartetto del suono! (音の四人衆?, Oto no yoninshū) - 178. L'invito del suono! (音の誘い・・・!!?, Oto no izanai...!!) - 179. Non dimenticare! (忘れるな・・・!!?, Wasureruna...!!) - 180. È una promessa! (約束だ!!?, Yakusoku da!!) |                                     |                             |
| 20 | Trama Tsunade guarisce Sasuke e Kakashi dallo Tsukuyomi di Itachi. Shikamaru è intanto l'unico ad esser stato promosso a chunin, in virtù della sua intelligenza. Sasuke, esasperato dall'incontro con Itachi, sfida Naruto perché vedendo i suoi miglioramenti gli sembra di non esser migliorato affatto. Quando il Rasengan sta per scontrarsi col Mille Falchi, prima Sakura e poi Kakashi intervengono a fermare il combattimento. Vedendo il danno lasciato dal Rasengan, Sasuke si rende conto che la tecnica di Naruto è superiore alla sua. Orochimaru invia il Quartetto del Suono a mostrare a Sasuke il vero potere del Segno maledetto e reclutarlo fra i suoi, sfruttando il suo desiderio di vendetta. Il Quartetto sconfigge Sasuke e lo spinge ad unirsi a loro. Tsunade, con le sue arti mediche, propone a Lee una rischiosissima operazione che gli permetterebbe di riprendersi dalle ferite inflittegli da Gaara e di tornare a fare il ninja. Dopo aver rimembrato con Gai di quando è diventato suo allievo, Lee accetta di sottoporsi all'operazione. |                                     |                             |
| 21 | Imperdonabile! 「許せない!!」 - Yurusenai!! | 4 marzo 2004 ISBN 4-08-873573-0     | 18 novembre 2004            |
| 21 | Capitoli - 181. L'inizio della battaglia! (闘いの始まり・・・!!?, Tatakai no hajimari...!!) - 182. La riunione! (集結!!?, Shūketsu!!) - 183. Te lo prometto! (一生の約束?, Isshō no yakusoku) - 184. Suono vs. Foglia! (音VS木ノ葉!!?, Oto VS Konoha!!) - 185. Inseguite il suono! (音を追え・・・!!?, Oto o oe...!!) - 186. Strategia... fallita!? (作戦・・・失敗！？?, Sakusen... shippai!?) - 187. Supplicare il nemico! (命乞い・・・!!?, Inochigoi...!!) - 188. I ninja del Villaggio della Foglia! (木ノ葉隠れの忍・・・!!?, Konohakagure no shinobi) - 189. La forza in cui credere! (信じる力・・・!!?, Shinjiru chikara...!!) - 190. Imperdonabile! (許せない!!?, Yurusenai!!) |                                     |                             |
| 21 | Trama Sasuke decide di unirsi ad Orochimaru per diventare più forte e segue il Quartetto del Suono. Tsunade incarica Shikamaru di capitanare un gruppo di genin per formare una squadra di recupero insieme a Naruto, ed a loro si uniscono Neji Hyuga, Kiba Inuzuka e Choji Akimichi. Il team insegue il Quartetto del Suono, finché non vengono intrappolati da Jirobo, un membro del team. Choji si ferma a combattere mentre gli altri proseguono. Grazie alle tre pillole del clan Akimichi, Choji aumenta a dismisura il suo potere e riesce a sopraffare il suo avversario, anch'esso potenziatosi coi due livelli del Segno Maledetto. |                                     |                             |
| 22 | La resurrezione! 「転生・・・!!」 - Tensei...!! | 30 aprile 2004 ISBN 4-08-873595-1   | 16 dicembre 2004            |
| 22 | Capitoli - 191. Compagni! (仲間・・・!!?, Nakama...!!) - 192. La programmazione! (段取り・・・!!?, Dandori...!!) - 193. Game Over (ゲームオーバー?, Gēmu Ōbā) - 194. Studio reciproco (さぐりあい?, Saguriai) - 195. La strategia risolutiva! (攻略法・・・!!?, Kōryaku hō...!!) - 196. Il nemico più forte! (一番強い敵!!?, Ichiban tsuyoi teki!!) - 197. Pronti a morire! (決死の覚悟!!?, Kesshi no kakugo!!) - 198. La resurrezione! (転生・・・!!?, Tensei...!!) - 199. Il desiderio! (願望・・・!!?, Ganbō...!!) |                                     |                             |
| 22 | Trama L'ingestione delle pillole comporta effetti collaterali pesanti e Choji non è in grado di raggiungere i compagni, svenendo a terra. Una volta che il team di recupero raggiunge il Quartetto del Suono, Kidomaru lo intrappola nella sua tela. Neji libera i suoi compagni e si ferma ad affrontarlo. Lo scontro è senza esclusione di colpi, ma alla fine Neji riesce a uccidere l'avversario, anche se rimane gravemente ferito. Nel suo rifugio Orochimaru aspetta l'arrivo di Sasuke per poter prendere il suo corpo e guarire così le sue braccia: purtroppo per lui è troppo tardi ed è costretto a prendere un altro corpo, programmando di prendere quello di Sasuke in seguito. Naruto, Kiba e Shikamaru raggiungono Sakon e Tayuya, gli ultimi due membri del Quartetto. Sakon, il più forte dei quattro, decide di eliminarli personalmente. |                                     |                             |
| 23 | In difficoltà! 「苦境・・・!!」 - Kukyō...!! | 4 agosto 2004 ISBN 4-08-873639-7    | 24 marzo 2005               |
| 23 | Capitoli - 200. Come previsto! (計算通り・・・!!?, Keisan dōri...!!) - 201. Previsioni errate! (計算違い・・・!!?, Keisan chigai...!!) - 202. I tre desideri! (三つの願い!!?, Mittsu no negai!!) - 203. Il segreto di Sakon (左近の秘密?, Sakon no himitsu) - 204. I poteri di Ukon (右近の能力?, Ukon no nōryoku) - 205. La decisione di Kiba! (キバの決意!!?, Kiba no ketsui!!) - 206. In difficoltà! (苦境・・・!!?, Kukyō...!!) - 207. Giocando svantaggiati (飛車角落ち?, Hisha kakuochi) - 208. La prima mossa è sempre una finta! (一手目はフェイク!!?, Itteme wa feiku!!) |                                     |                             |
| 23 | Trama I genin recuperano il barile contenente Sasuke e per permettere a Naruto di scappare, Kiba e Akamaru affrontano Sakon e Ukon, Shikamaru Tayuya. Gli eventi sfuggono di mano quando appare Kimimaro, il vecchio leader del Quintetto del Suono, il quale prende in custodia Sasuke per portarlo da Orochimaru. Naruto lo affronta, ma Kimimaro si dimostra più forte, nonostante sia malato da tempo e quasi in punto di morte. Sasuke ormai è in grado di attivare il Segno maledetto fino al secondo livello e prosegue da solo. Anche Kiba si trova in evidente svantaggio, mentre Shikamaru con la sua astuzia riesce a bloccare il suo avversario, che è comunque molto più forte di lui. |                                     |                             |
| 24 | Crisi! Crisi! Crisi! 「ピンチ・ピンチ・ピンチ!!」 - Pinchi pinchi pinchi!! | 4 ottobre 2004 ISBN 4-08-873660-5   | 16 giugno 2005              |
| 24 | Capitoli - 209. Arrivano i rinforzi! (助っ人、参上!!?, Suketto, sanjō!!) - 210. Il segreto di Lee! (リーの秘密!!?, Rī no himitsu) - 211. Anomalie! (変則的・・・!!?, Hensokuteki...!!) - 212. Crisi! Crisi! Crisi! (ピンチ・ピンチ・ピンチ!!?, Pinchi pinchi pinchi!!) - 213. Un grosso debito! (大きな借り・・・!!?, Ōki na kari...!!) - 214. Ritirata strategica! (いったん退いて・・・!!?, Ittan hīte...!!) - 215. Gaara del deserto (砂漠の我愛羅?, Sabaku no Gaara) - 216. L'arma e lo scudo! (矛と盾・・・!!?, Hoku to tate...!!) - 217. Per una persona importante (大切な者の為に?, Taisetsu na mono no tame ni) |                                     |                             |
| 24 | Trama Rock Lee raggiunge Naruto e gli dice di seguire Sasuke, mentre lui si occuperà di Kimimaro. Lee, come Shikamaru e Kiba, si trova in netto svantaggio. I tre vengono salvati da un team di soccorso della Sabbia: Gaara salva Lee, Kankuro salva Kiba e Temari salva Shikamaru. Temari e Kankuro eliminano Tayuya, Sakon e Ukon senza problemi, mentre Kimimaro sta per uccidere Gaara e Lee, ma muore proprio in quell'istante per la sua malattia. Al confine del Paese del Fuoco, Naruto raggiunge così Sasuke. |                                     |                             |
| 25 | Itachi e Sasuke 「イタチとサスケ」 - Itachi to Sasuke | 3 dicembre 2004 ISBN 4-08-873679-6  | 20 ottobre 2005             |
| 25 | Capitoli - 218. Compagno della foglia! (木ノ葉の仲間!!?, Konoha no nakama!!) - 219. Futuro e passato (未来と過去?, Mirai to kako) - 220. Itachi e Sasuke (イタチとサスケ?, Itachi to Sasuke) - 221. Un fratello troppo lontano (遠すぎる兄?, Tōsugiru ani) - 222. Sospetti su Itachi (イタチの疑惑?, Itachi no giwaku) - 223. Sasuke e suo padre (サスケと父?, Sasuke to chichi) - 224. Quel giorno! (その日・・・!!?, Sono hi...!!) - 225. Nell'oscurità! (闇の中・・・!!?, Yami no naka...!!) - 226. L'amico più caro! (親しき友に・・・!!?, Shitashiki tomo ni...!!) |                                     |                             |
| 25 | Trama Naruto cerca di riportare alla ragione Sasuke, ma lui è deciso ad andare da Orochimaru. Mentre combattono, Sasuke ha un flashback e ricorda la sua vita prima dello sterminio del suo clan, quando Itachi uccise tutti tranne lui e gli rivelò come ottenere lo Sharingan Ipnotico: uccidendo il proprio migliore amico. Itachi lo lascia in vita per poterlo affrontare quando sarà più forte. Sasuke si prepara ad uccidere Naruto, per ottenere così il nuovo Sharingan, e il suo Mille Falchi si scontra col Rasengan di Naruto. |                                     |                             |
| 26 | Il giorno della separazione! 「別れの日・・・!!」 - Wakare no hi...!! | 4 febbraio 2005 ISBN 4-08-873770-9  | 15 dicembre 2005            |
| 26 | Capitoli - 227. Il Mille Falchi contro il Rasengan! (千鳥VS螺旋丸!!?) - 228. Il presentimento di Kakashi (カカシの予感?, Kakashi no yokan) - 229. Il legame! (繋がり・・・!!?, Tsunagari...!!) - 230. Il momento del risveglio! (目醒めの時!!?, Mezame no toki!!) - 231. Un potere speciale! (特別な力!!?, Tokubetsu na chikara!!) - 232. La valle dell'Epilogo (終末の谷?, Shūmatsu no tani) - 233. La peggiore delle conclusioni! (最悪の結末・・・!!?, Saiaku no ketsumatsu...!!) - 234. Il giorno della separazione! (別れの日・・・!!?, Wakare no hi...!!) - 235. Missione fallita! (任務失敗・・・!!?, Ninmu shippai...!!) |                                     |                             |
| 26 | Trama Naruto e Sasuke combattono fino allo stremo: col chakra della Volpe, Naruto passa in vantaggio e Sasuke sviluppa lo Sharingan completo (con tre segni); quando Naruto richiama la prima coda della Volpe, Sasuke attiva il Segno maledetto al secondo livello. Il Mille Falchi ed il Rasengan si scontrano ancora ma questa volta Sasuke vince trovandosi davanti ad un Naruto ferito ed incosciente. Sasuke decide di non ucciderlo, per evitare di ottenere il potere seguendo i consigli di Itachi e parte, così, verso Orochimaru. Intanto, Kakashi, con Pak, recupera Naruto e, quando se ne vanno, un membro di Alba esce dal terreno e commenta lo scontro. Tutti i membri della squadra di recupero vengono recuperati e condotti al villaggio per essere curati. Shikamaru, a causa del fallimento della sua prima missione, decide di smettere di fare il ninja ma, dopo essere stato zittito prima da Temari e poi da suo padre, quando Tsunade e Shizune comunicano che Choji e Neji Hyuga sono fuori pericolo afferma che la prossima missione la completerà alla perfezione. |                                     |                             |
| 27 | Il giorno della partenza! 「旅立ちの日!!」 - Tabidachi no hi!! | 4 aprile 2005 ISBN 4-08-873791-1    | 23 marzo 2006               |
| 27 | Capitoli - 236. La promessa non mantenuta (守れなかった約束?, Mamorenakatta yakusoku) - 237. Scemo! (馬鹿・・・!!?, Baka...!!) - 238. Il giorno della partenza (旅立ちの日!!?, Tabidachi no hi!!) LA STORIA DI KAKASHI - LA SUA GIOVENTÙ SUL CAMPO DI BATTAGLIA - 239. PRIMA PARTE: L'inizio della missione! (外伝其ノ一：任務開始・・・!!?, Gaiden sono ichi: Misshon Sutāto...!!) - 240. SECONDA PARTE: Il lavoro di squadra! (外伝其ノ二：チームワーク!!?, Gaiden sono ni: Chīmuwāku!!) - 241. TERZA PARTE: Un vero eroe (外伝其ノ三：本当の英雄!!?, Gaiden sono san: Honto no eiyū!!) - 242. QUARTA PARTE: Un ninja piagnucolone (外伝其ノ四：泣き虫忍者?, Gaiden sono yon: Nakimushi ninja) - 243. QUINTA PARTE: Il regalo (外伝其ノ五：プレゼント?, Gaiden sono go: Purezento) - 244. ULTIMA PARTE: L'eroe dello Sharingan (外伝最終話：写輪眼の英雄?, Gaiden owari: Sharingan no eiyū) |                                     |                             |
| 27 | Trama Sasuke arriva da Orochimaru e Sakura si reca a trovare Naruto all'ospedale. Il ragazzo è ancora ferito, ma le promette che riporterà indietro Sasuke ad ogni costo. Sentendosi impotente, Sakura chiede a Tsunade di diventare sua allieva e promette a Naruto che la prossima volta recupereranno Sasuke insieme. Jiraiya cerca di convincere Naruto a non passare la sua vita dietro al suo compagno, ma Naruto non demorde, così l'eremita gli propone di allenarsi insieme a lui per tre anni, lontano dalla Foglia in quanto sia Alba che Orochimaru per tre anni non si muoveranno. Tutti gli altri Genin decidono anch'essi di migliorare. I membri di Alba si riuniscono e viene comunicato che Orochimaru ha messo le mani sullo Sharingan anche se per loro non è un problema in quanto uccideranno Orochimaru; si danno così appuntamento fra tre anni, durante i quali i membri devono portare a termine i loro obiettivi prima di impossessarsi di ogni cosa. Sei capitoli a parte raccontano la storia di Kakashi. Durante la Terza Grande Guerra Ninja, questi insieme al suo compagno di squadra Obito Uchiha, si era recato a salvare la loro compagna di squadra Rin dal nemico. Durante la lotta Kakashi perse un occhio e Obito rimase schiacciato sotto un masso. In fin di vita Obito donò il suo Sharingan a Kakashi, che insieme a Rin venne salvato dal loro maestro, il futuro Quarto Hokage. |                                     |                             |

## Parte II
| Nº | Titolo italiano Giapponese 「Kanji」 - Rōmaji | Data di prima pubblicazione             | Data di prima pubblicazione |
| Nº | Titolo italiano Giapponese 「Kanji」 - Rōmaji | Giapponese                              | Italiano                    |
| 28 | Il ritorno di Naruto! 「ナルトの帰郷!!」 - Naruto no kikyō!! | 3 giugno 2005 ISBN 4-08-873828-4        | 22 giugno 2006              |
| 28 | Capitoli - 245. Il ritorno di Naruto! (ナルトの帰郷!!?, Naruto no kikyō!!) - 246. I progressi di Naruto e Sakura! (二人の成長!!?, Futari no seichō!!) - 247. Gli invasori della Sabbia (砂への侵入者たち?, Suna e no shinnyūsha-tachi) - 248. La Sabbia in allerta! (迎えうつ砂・・・!!?, Mukaeutsu suna...!!) - 249. Per divenire il kazekage! (風影として・・・!!?, Kazekage to shite...!!) - 250. La prima missione della nuova squadra! (新チーム、初任務!!?, Shin chīmu, hatsu ninmu!!) - 251. Verso la Sabbia! (砂へ・・・!!?, Suna e...!!) - 252. Il pensiero che corre! (想い、駆ける・・・!!?, Omoi, kakeru...!!) - 253. Rinforzi fidati! (頼れる加勢・・・!!?, Tayoreru kasei...!!) |                                         |                             |
| 28 | Trama Dopo due anni e mezzo di allenamento, Naruto torna al villaggio. Kakashi decide così di mettere alla prova l'allievo insieme a Sakura. I due ragazzi, nonostante si ritrovino in difficoltà, riescono a superare il test approfittando della debolezza del maestro riguardo alle tattiche della pomiciata. Nello stesso momento, Alba comincia a muoversi, inviando Sasori e Deidara a catturare la monocoda, sigillata dentro Gaara. Dopo un breve combattimento, Deidara sconfigge e porta via Gaara ancora in vita. Kankuro li insegue ma viene sconfitto e lasciato in fin di vita avvelenato da Sasori. Arrivata richiesta di aiuto alla Foglia, Tsunade invia Naruto, Sakura e Kakashi per salvarlo, e come rinforzi la squadra di Gai. |                                         |                             |
| 29 | Kakashi contro Itachi!! 「カカシVSイタチ!!」 - Kakashi VS Itachi!! | 4 agosto 2005 ISBN 4-08-873849-7        | 21 settembre 2006           |
| 29 | Capitoli - 254. Fratelli! (兄弟・・・!!?, Kyōdai...!!) - 255. L'avvicinamento! (接近・・・!!?, Sekkin...!!) - 256. Coloro che ostacolano l'avanzata! (立ちはだかる者たち!!?, Tachi wa dakaru mono-tachi!!) - 257. L'esperienza di Kakashi (カカシの経験値?, Kakashi no keiken atai) - 258. Gai vs. Kisame!! (ガイVS鬼鮫!!?, Gai Bāsasu Kisame...!!) - 259. La forza di Itachi! (イタチの力・・・!!?, Itachi no chikara...!!) - 260. Kakashi vs. Itachi! (カカシVSイタチ!!?, Kakashi VS Itachi!!) - 261. La forza portante! (人柱力・・・!!?, Jinchūriki...!!) - 262. Il pensiero persistente! (駆ける思い・・・!!?, Kakeru omoi...!!) |                                         |                             |
| 29 | Trama Al Villaggio della Sabbia, Sakura cura Kankuro e col veleno presente nelle sue ferite, prepara tre dosi di antidoto. Il gruppo Kakashi così parte con Chiyo, la nonna di Sasori, all'inseguimento dei rapitori. Alba sta sigillando il demone in una statua con una tecnica che dura tre giorni e tre notti: per guadagnare tempo, l'Organizzazione invia due cloni di Itachi e Kisame contro i ninja della Foglia al fine di rallentarli. Alla fine i due team raggiungono comunque il rifugio di Alba, ma il Tasso Monocoda è già stato estratto da Gaara ed il ragazzo è morto. |                                         |                             |
| 30 | Chiyo e Sakura 「チヨバアとサクラ」 - Chiyo-bā to Sakura | 4 novembre 2005 ISBN 4-08-873881-0      | 21 dicembre 2006            |
| 30 | Capitoli - 263. Urla a squarciagola! (大声で怒れ・・・!!?, Ōgoe de ikare...!!) - 264. L'arte di Sasori! (サソリの芸術・・・!!?, Sasori no geijutsu...!!) - 265. La vecchia Chiyo e Sakura (チヨバアとサクラ?, Chiyo-bā to Sakura) - 266. Ecco Sasori! (サソリ、現る・・・!!?, Sasori, arawaru...!!) - 267. Una drastica decisione! (激しき決意・・・!!?, Hageshiki ketsui...!!) - 268. Marionettista contro marionettista! (傀儡師VS傀儡師!!?, Kugutsushi VS kugutsushi) - 269. Dare il massimo! (出来ること・・・!!?, Dekiru koto...!!) - 270. Un errore di calcolo! (誤算・・・!!?, Gosan...!!) - 271. La forza ignota! (未知の能力・・・!!?, Michi no chikara...!!) |                                         |                             |
| 30 | Trama Il Team Gai è bloccato da copie di loro stessi. Il Team 7 trova Sasori e Deidara: quest'ultimo fugge via su uno dei suoi uccelli d'argilla con il corpo di Gaara inseguito da Naruto e Kakashi. Sakura e Chiyo invece affrontano Sasori, in quanto sia Chiyo che Sasori sono entrambi maestri della tecnica del marionettista. Con l'aiuto di Sakura, Chiyo distrugge le marionette Hiruko e il Terzo Kazekage ma quando Sasori stesso scende in campo rivelando di essere egli stesso una marionetta, la situazione sembra volgere al peggio. |                                         |                             |
| 31 | Un sogno trasmesso! 「託された想い!!」 - Takusareta omoi!! | 26 dicembre 2005 ISBN 4-08-874002-5     | 22 marzo 2007               |
| 31 | Capitoli - 272. La vecchia Chiyo contro Sasori! (チヨバアVSサソリ・・・!!?, Chiyo-bā VS Sasori...!!) - 273. L'ultima battaglia! (ラストバトル!!?, Rasuto batoru!!) - 274. Il sogno irrealizzabile (叶わぬ夢?, Kanawanu yume) - 275. La ricompensa! (褒美・・・!!?, Hōbi...!!) - 276. Il nuovo sharingan! (新しい写輪眼!!?, Atarashī Sharingan!!) - 277. Il capolavoro assoluto! (究極の芸術!!?, Kyūkyōku no geijūtsu!!) - 278. La morte di Gaara (我愛羅の死?, Gaara no shi) - 279. Uno strano potere! (不思議な力・・・!!?, Fushigi na chikara...!!) - 280. Il desiderio affidato! (託された想い!!?, Takusareta omoi!!) |                                         |                             |
| 31 | Trama Lo scontro termina e Sasori è in fin di vita. Anche a Chiyo restano solo tre giorni di vita perché è stata colpita dal veleno contenuto nelle armi del nipote. Come ricompensa per Sakura, Sasori rivela il luogo in cui si sarebbe dovuto incontrare con una sua spia, infiltrata tra gli uomini di Orochimaru. Grazie allo sharingan ipnotico di Kakashi, questi e Naruto recuperano il corpo di Gaara, ma Deidara riesce a fuggire. Dopo che il Team Kakashi ed il Team Gai si sono riuniti, Naruto accusa Chiyo e gli anziani della Sabbia di avere condannato Gaara sigillando il Demone Tasso dentro di lui: Chiyo, convinta dal ragazzo, utilizza una tecnica di resurrezione per resuscitare Gaara, ma in cambio perde la vita. Intanto Zetsu e Tobi vanno a cercare l'anello di Sasori, il cui posto all'interno di Alba viene preso proprio da Tobi. |                                         |                             |
| 32 | La strada verso Sasuke!! 「サスケへの道!!」 - Sasuke e no michi!! | 4 aprile 2006 ISBN 4-08-874039-4        | 21 giugno 2007              |
| 32 | Capitoli - 281. Verso Sasuke! (サスケへの道!!?, Sasuke e no michi!!) - 282. Il rientro del gruppo Kakashi (カカシ班帰還?, Kakashi han kikan) - 283. Alla ricerca di nuovi compagni (メンバー探し!!?, Menbā sagashi!!) - 284. Il nuovo compagno (新しい仲間・・・!!?, Atarashī nakama...!!) - 285. L'uomo della Radice! (“根”の者!!?, "Ne" no mono!!) - 286. Naruto, Sasuke e Sakura (ナルトとサスケとサイ?, Naruto to Sasuke to Sakura) - 287. Senza titolo (無題?, Mudai) - 288. Il sentimento sconosciuto (分からない感情?, Wakaranai kanjō) - 289. La spia di Alba! (“暁”のスパイ!!?, "Akatsuki" no supai!!) |                                         |                             |
| 32 | Trama Tornati alla Foglia, Kakashi è costretto a restare in ospedale per avere utilizzato troppo lo Sharingan. Intanto, il gruppo pianifica di catturare la spia di Sasori per trovare il rifugio di Orochimaru e recuperare Sasuke. La squadra viene integrata da Yamato, un membro della Squadra Speciale, e da Sai, un membro della Radice, gruppo di ninja guerrafondai capitanati dall'anziano Danzo. Sia Naruto che Sakura pero hanno problemi a relazionarsi con Sai. All'incontro, Yamato si finge Sasori. Si scopre che la spia è Kabuto e che è stato pedinato da Orochimaru. |                                         |                             |
| 33 | La missione segreta!! 「極秘任務・・・!!」 - Gokuhi ninmu...!! | 2 giugno 2006 ISBN 4-08-874108-0        | 20 settembre 2007           |
| 33 | Capitoli - 290. La conclusione del tradimento! (裏切りの結末!!?, Uragiri no ketsumatsu!!) - 291. L'elemento scatenante della rabbia! (怒りの引き金!!?, Ikari no hikigane!!) - 292. La terza coda! (三本目・・・!!?, Sanhonme...!!) - 293. Scatenarsi! (暴走・・・!!?, Bōsō...!!) - 294. La quarta coda! (四本目・・・!!?, Yonhonme...!!) - 295. Verso la Volpe a Nove Code! (九尾へ・・・!!?, Kyūbi e...!!) - 296. La triste conclusione! (悲しき決着?, Kanashiki kecchaku) - 297. La missione di Sai! (サイの任務!!?, Sai no ninmu!!) - 298. La missione segreta! (極秘任務・・・!!?, Gokuhi ninmu...!!) - 299. La fonte della forza! (強さの源・・・!!?, Tsuyosa no minamoto...!!) |                                         |                             |
| 33 | Trama Kabuto mostra di essere, in realtà, sempre stato dalla parte di Orochimaru. Entrambi escono allo scoperto ed attaccano Yamato che è costretto a chiamare in aiuto Sai, Sakura e Naruto. Per la rabbia, Naruto scatena il chakra della Volpe fino ad arrivare alla quarta coda. Durante il combattimento, Sakura perde conoscenza e Sai si allontana. Alla fine, Yamato sopprime il chakra del demone, Kabuto aiuta Sakura affermando che conta su di loro per eliminare altri membri di Alba mentre Orochimaru non può più combattere per aver abusato delle sue tecniche di rinascita. Sai gli si avvicina e rivela di esser stato incaricato di fare da intermediario tra Danzo e Orochimaru in un'alleanza volta a distruggere la Foglia. Orochimaru, Kabuto e Sai partono allora verso il loro covo. |                                         |                             |
| 34 | Tempo di riunione...!! 「再会の時・・・!!」 - Saikai no toki...!! | 4 agosto 2006 ISBN 4-08-874138-2        | 20 dicembre 2007            |
| 34 | Capitoli - 300. Il libro di Sai! (サイの絵本・・・!!?, Sai no ehon...!!) - 301. Sai e Sasuke! (サイとサスケ!!?, Sai to Sasuke!!) - 302. L'intrusione! (潜入・・・!!?, Sannyū...!!) - 303. Il tradimento di Sai! (サイの裏切り!!?, Sai no uragiri!!) - 304. La verità dietro al tradimento! (裏切りの裏側!!?, Uragiri no uragawa!!) - 305. Ciò che mi lega a te! (キミとのつながり?, Kimi to no nagari) - 306. Ritrovarsi! (再会の時・・・!!?, Saikai no toki...!!) - 307. Per capriccio! (気まぐれ・・・!!?, Kimagure...!!) - 308. La forza di Sasuke! (サスケの力!!?, Sasuke no chikara!!) - 309. Il dialogo con la Volpe a Nove Code! (九尾との対話!!?, Kyūbi to no taiwa!!) |                                         |                             |
| 34 | Trama Yamato, Naruto e Sakura trovano Sai e lo costringono a rivelare qual è la sua vera missione: lui sostiene di dover fare il doppio gioco, infiltrato come spia. Sai chiede a Naruto perché lui voglia indietro Sasuke e lui spiega il legame che c'era fra loro. Sai li aiuta a catturare Kabuto, impressionato da ciò che Naruto gli ha rivelato. I membri si dividono per cercare Sasuke nel rifugio ed a trovarlo è Sai. Quest'ultimo prova a catturare Sasuke, ma egli si rivela troppo forte per lui. Naruto, Sakura e Yamato lo raggiungono, ma quando Sasuke, dopo essere entrato nella mente di Naruto ed aver soppresso la Volpe, li sta per eliminare con una nuova tecnica, interviene Orochimaru che lo blocca dicendogli che vede nella Foglia un alleato contro Alba. Sasuke, Kabuto ed Orochimaru fuggono. |                                         |                             |
| 35 | La nuova coppia! 「新たなる二人組!!」 - Aratanaru futarigumi!! | 2 novembre 2006 ISBN 4-08-874273-7      | 14 febbraio 2008            |
| 35 | Capitoli - 310. Il titolo (タイトル?, Taitoru) - 311. Soprannomi (あだ名?, Adana) - 312. La minaccia si avvicina! (忍び寄る脅威!!?, Shinobiyoru kyōi!!) - 313. La nuova coppia! (新たなる二人組!!?, Aratanaru futarigumi!!) - 314. Alba all'attacco! (“暁”侵攻・・・!!?, "Akatsuki" shinkō...!!) - 315. Un allenamento speciale! (特別な修業!!?, Tokubetsu na shugyō!!) - 316. L'inizio dell'allenamento! (修行、始め!!?, Shugyō, hajime!!) - 317. L'inizio dell'incubo! (悪夢の始まり!!?, Akumu no hajimari!!) - 318. Un allenamento soddisfacente (順調なる修業?, Junchō naru shugyō) - 319. Lo stimolo (つき動かすもの?, Tsuchiugokasumono) |                                         |                             |
| 35 | Trama Kakashi concepisce un nuovo allenamento per Naruto, facendogli usare centinaia di cloni contemporaneamente, permettendogli così di imparare molto più in fretta. Naruto comincia l'allenamento per modificare la natura del chakra e scopre che il suo è affine all'elemento Vento. Intanto Hidan e Kakuzu, due membri di Alba, catturano il Gatto a Due Code ed uccidono Chiriku, un monaco e vecchio compagno di Asuma, per venderne il suo cadavere al mercato nero e riscuotere la sua taglia. Tsunade invia venti nuove brigate a cercarli, visto che sembra che si trovino nei dintorni della Foglia. |                                         |                             |
| 36 | Il Team 10 「第十班」 - Daijippan | 27 dicembre 2006 ISBN 4-08-874288-5     | 10 aprile 2008              |
| 36 | Capitoli - 320. La taglia! (賞金首・・・!!?, Shōkin kubi...!!) - 321. Bravo a parlare! (口上手・・・!!?, Kuchijōzu...!!) - 322. Non lo posso uccidere (あいつは殺せない?, Aitsu wa korosenai) - 323. Il giudizio di Dio! (神の裁き!!?, Kami no sabaki!!) - 324. L'analisi di Shikamaru! (シカマルの分析!!?, Shikamaru no bunseki!!) - 325. Non ci sarà nessun dopo! (後は無い・・・!!?, Ato wa nai...!!) - 326. La ricerca del dolore! (望んだ痛み・・・!!?, Nozonda itami...!!) - 327. Dentro la disperazione... (絶望の中に・・・?, Zetsubō no naka ni...) - 328. Il Team 10 (第十班?, Daijippan) - 329. L'obiettivo! (その目的・・・!!?, Sono mokuteki...!!) |                                         |                             |
| 36 | Trama Dopo che Naruto ha imparato la manipolazione del chakra di tipo Vento, Kakashi gli propone di sviluppare una tecnica che utilizzi insieme la manipolazione della natura del chakra e della forma. La tecnica era un progetto del Quarto Hokage, morto troppo giovane per completarla: la tecnica incompleta è il Rasengan. Altrove, Deidara e Tobi catturano la Tricoda. Intanto Izumo, Kotetsu, Shikamaru e Asuma trovano Hidan e Kakuzu. Durante lo scontro Hidan si dimostra immortale e riesce ad uccidere Asuma: gli altri membri del team vengono salvati da un'altra squadra della Foglia e dal fatto che il capo di Alba convochi i membri per sigillare la Bicoda e la Tricoda. Durante il confinamento, il capo spiega a Hidan il piano dell'organizzazione: la conquista del mondo. |                                         |                             |
| 37 | La battaglia di Shikamaru!! 「シカマルの戦い!!」 - Shikamaru no tatakai!! | 4 aprile 2007 ISBN 978-4-08-874338-7    | 12 giugno 2008              |
| 37 | Capitoli - 330. Una triste notizia! (悲しき報せ・・・!!?, Kanashiki shirase...!!) - 331. Il gruppo numero dieci all'attacco! (第十班が行く・・・!!?, Daijippan ga iku...!!) - 332. La battaglia di Shikamaru! (シカマルの戦い!!?, Shikamaru no tatakai!!) - 333. Legati! (相性・・・!!?, Aishō...!!) - 334. La trasformazione tenebrosa! (黒き変貌・・・!!?, Kuroki henbō...!!) - 335. Un segreto terribile! (恐るべき秘密!!?, Osorubeki himitsu!!) - 336. Improvvisamente nei guai! (一転、窮地・・・!!?, Itten, kyūchi...!!) - 337. L'intelligenza di Shikamaru! (シカマルの才!!?, Shikamaru no sai!!) - 338. Il rischio delle maledizioni! (人を呪わば・・・?, Hito o norowaba...) - 339. Una nuova tecnica! (新術・・・!!?, Shin jutsu....!!) |                                         |                             |
| 37 | Trama Shikamaru, con Ino e Choji, elabora un piano per sconfiggere i due. Per aiutarli, Kakashi si unisce a loro come leader. Sottovalutando Kakuzu, dotato di cinque vite, il team si trova in difficoltà: Shikamaru decide che bisogna dividere i due, così si allontana con Hidan grazie alla sua Tecnica del Controllo dell'Ombra. Dopo averlo condotto in un luogo dove aveva allestito una trappola, Shikamaru fa a pezzi e sconfigge l'immortale Hidan. Quando contro Kakuzu, a cui restano tre vite, la situazione sembra disperata, il team viene raggiunto da Yamato, Sai, Sakura e Naruto, che si appresta a usare la nuova tecnica: il Rasen Shuriken. |                                         |                             |
| 38 | I frutti dell'allenamento!! 「修業の成果・・・!!」 - Shugyō no seika...!! | 4 giugno 2007 ISBN 978-4-08-874364-6    | 7 agosto 2008               |
| 38 | Capitoli - 340. Un rischio (危ない橋?, Abunai hashi) - 341. Il risultato degli allenamenti! (修業の成果・・・!!?, Shugyō no seika...!!) - 342. Il re! (玉・・・!!?, Gyoku...!!) - 343. Spietato! (非情に・・・?, Hijō ni...) - 344. La serpe e... (蛇と・・・?, Hebi to...) - 345. La cerimonia! (儀式・・・!!?, Gishiki...!!) - 346. Il segreto della nuova tecnica! (新術の秘密!!?, Shin jutsu no himitsu!!) - 347. La deviazione! (寄り道!!?, Yorimichi!!) - 348. Un altro compagno! (次なる一人!!?, Tsugi naru hitori!!) - 349. Al covo nord (北のアジトにて?, Kita no ajito nite) |                                         |                             |
| 38 | Trama Con la nuova tecnica, Naruto sconfigge Kakuzu, ucciso definitivamente da Kakashi. Intanto, Sasuke decide di uccidere Orochimaru, in quanto reputa che non abbia più nulla da insegnargli, ma soprattutto per evitare di cedergli il suo corpo come contenitore. Grazie allo Sharingan, Sasuke inverte la tecnica di assorbimento di Orochimaru ed è lui ad assorbire il maestro. Sasuke parte, allora, per reclutare alcuni ninja dell'organizzazione di Orochimaru. Il primo è Suigetsu Hozuki della Nebbia che chiede a Sasuke di andar prima a prendere la Mannaia Decapitatrice di Zabuza, suo superiore. I due vanno, così, da Karin e, infine, i tre si dirigono dall'ultimo membro: Jugo di Tenbin, da un cui enzima Orochimaru sviluppò il Segno maledetto. |                                         |                             |
| 39 | Tutti in partenza 「動き出す者たち」 - Ugokidasumono-tachi | 3 agosto 2007 ISBN 978-4-08-874397-4    | 2 ottobre 2008              |
| 39 | Capitoli - 350. Una notizia sconvolgente! (衝撃の報せ・・・!!?, Shōgeki no shirase) - 351. Un discorso tra uomini! (男との対話!!?, Otoko to no taiwa) - 352. Il bersaglio! (目的は・・・!!?, Mokuteki wa...!!) - 353. Alba si riunisce! (“暁”集合・・・!!?, "Akatsuki" shūgō...!!) - 354. Ninja in azione (動き出す者たち?, Ugokidasumono-tachi) - 355. Da quale?! (どっちへ・・・!??, Docchi e...!?) - 356. Lo scontro! (衝突・・・!!?, Shōtotsu...!!) - 357. Deidara contro Sasuke! (デイダラVSサスケ!!?) - 358. Il C2 non lascia scampo! (追いつめるC2!!?, Oitsumeru C2!!) - 359. I suoi occhi! (その眼・・・!!?, Sono me...!!) |                                         |                             |
| 39 | Trama Jugo si unisce al team, per continuare la volontà dell'amico Kimimaro di proteggere Sasuke, il quale spiega al team, denominato Serpe, il suo piano: uccidere Itachi. La notizia della morte di Orochimaru arriva fino alla Foglia, dove Naruto decide di cercare Itachi, per usarlo come esca ed arrivare a Sasuke. Insieme al gruppo 10 (Kiba, Shino e Hinata), anche Sai, Kakashi, Yamato e Sakura, partono alla ricerca dei fratelli Uchiha. Mentre Alba sigilla la Tetracoda, catturata da Kisame, il capo spiega della morte di Hidan, Kakuzu e Orochimaru, e informa dei piani della Serpe i membri. Deidara decide di attaccare Sasuke, detestando lo Sharingan, il Clan Uchiha e volendo essere stato lui ad eliminare personalmente Orochimaru. Mentre Kabuto, con un terzo del suo corpo fatto da pezzi di Orochimaru, raggiunge Naruto e dà lui tutte le informazioni raccolte su Alba, Deidara e Tobi attaccano Sasuke. Di fronte alla sua forza, Deidara utilizza il C4 Garuda. |                                         |                             |
| 40 | Capolavoro assoluto!! 「究極芸術!!」 - Kyūkyoku geijutsu!! | 2 novembre 2007 ISBN 978-4-08-874432-2  | 4 dicembre 2008             |
| 40 | Capitoli - 360. C4 Garuda (C4カルラ?, C4 Karura) - 361. Un punto debole! (弱点・・・!!?, Jakuten...!!) - 362. L'arte suprema! (究極芸術!!?, Kyūkyoku geijutsu!!) - 363. La morte di Sasuke! (サスケの死・・・!!?, Sasuke no shi...!!) - 364. Il vero obiettivo! (狙いは・・・!!?, Nerai wa...!!) - 365. Inseguendo Itachi (イタチを追え?, Itachi o oe) - 366. Fratelli (兄弟?, Kyōdai) - 367. Itachi e Sasuke (イタチとサスケ?, Itachi to Sasuke) - 368. La raccolta di informazioni (情報収集?, Jōhō shūshū) - 369. Riguardo a Pain (ペインについて?, Pein ni Tsuite) |                                         |                             |
| 40 | Trama Sasuke resiste ai colpi più forti di Deidara e lui, pur di eliminarlo, si fa esplodere. L'Uchiha si è, comunque, salvato rifugiandosi dentro Manda che, però, muore. Riunitosi alla Serpe, si dirige ad un vecchio rifugio di Alba dove incontra un clone di Itachi che gli dice di venire al vecchio rifugio degli Uchiha per regolare i loro conti. Tobi, sopravvissuto, va dal capo di Alba, Pain e gli ordina di catturare Naruto rivelando, inoltre, di essere Madara Uchiha. Intanto, Jiraiya avverte Tsunade di avere scoperto dove si trova il capo di Alba, nel Paese della Pioggia, in cui intende infiltrarsi, dopo avere discusso con l'amica a proposito dei genitori di Naruto: il Quarto Hokage Minato Namikaze e Kushina Uzumaki. Infiltratosi, Jiraiya cattura ed interroga due ninja del villaggio, ma la sua presenza viene percepita da Pain attraverso il contatto con la pioggia, il quale si prepara ad affrontarlo. |                                         |                             |
| 41 | La scelta di Jiraiya!! 「自来也の選択!!」 - Jiraiya no sentaku!! | 4 febbraio 2008 ISBN 978-4-08-874472-8  | 5 febbraio 2009             |
| 41 | Capitoli - 370. Un brutto presentimento (胸騒ぎ?, Munasawagi) - 371. Una vecchia conoscenza! (旧知・・・!!?, Kyūchi...!!) - 372. Un paese disperato! (泣いている国!!?, Naiteiru kuni!!) - 373. Maestro e allievi! (師弟時代...!!?, Shitei jidai...!!) - 374. Divenire dio (神への成長!!?, Kami e no seichō!!) - 375. Due grandi eremiti! (二大仙人・・・!!?, Nidai sennin...!!) - 376. Il giovane della profezia! (予言の子!!?, Yogen no ko!!) - 377. Modalità eremitica! (仙人モード?, Sennin mōdo!!) - 378. Uno contro uno! (一対一・・・!!?, Itsu tai ichi...!!) - 379. La scelta di Jiraiya! (自来也の選択!!?, Jiraiya no sentaku!!) |                                         |                             |
| 41 | Trama Dopo aver spedito a Ibiki uno degli interrogati, Jiraiya sconfigge Konan, membro di Alba e sua vecchia discepola. Durante la guerra, infatti, Jiraiya allenò per tre anni lei, Yahiko e Nagato, dotato della più potente arte oculare: il Rinnegan. L'eremita dei rospi chiede all'allieva cosa è successo loro ma questa non risponde. Quando arriva Pain, con un altro corpo, Jiraiya ha la conferma che egli è Nagato e inizia a combattere contro di lui, che ora si crede un Dio. ha la conferma che egli è Nagato. Jiraiya evoca due anziani rospi eremiti, e si trasforma a sua volta utilizzando la modalità eremitica. Pain usa solo la tecnica del richiamo, con la quale evoca altri due Pain con differenti abilità. Il maestro ha la meglio ma viene attaccato da un quarto Pain che gli stacca un braccio, mentre i tre uccisi vengono resuscitati e di fronte a Jiraiya si piazzano tutti e sei i corpi di Pain, uno dei quali viene riconosciuto da Jiraiya. |                                         |                             |
| 42 | Il segreto dello Sharingan Ipnotico..!! 「万華鏡の秘密・・・!!」 - Mangekyō no himitsu...!! | 2 maggio 2008 ISBN 978-4-08-874512-1    | 9 aprile 2009               |
| 42 | Capitoli - 380. Un volto familiare! (その面影・・・!!?, Sono omokage...!!) - 381. La sua vera identità! (その正体・・・!!?, Sono shōtai...!!) - 382. La vera scelta! (本当の選択!!?, Hontō no sentaku!!) - 383. L'ultimo capitolo e poi... (最終章、そして・・・!!?, Saishūshō, soshite...!!) - 384. Due strade... (二つの道・・・?, Futatsu no michi...) - 385. Il segreto dello sharingan ipnotico! (万華鏡の秘密・・・!!?, Mangekyō no himitsu...!!) - 386. La nuova luce! (新たな光・・・!!?, Aratana hikari...!!) - 387. La realtà! (現実・・・!!?, Genjitsu...!!) - 388. La differenza! (力の差・・・!!?, Chikara no sa...!!) - 389. Sasuke in vantaggio! (サスケの流れ!?, Sasuke no nagare!) |                                         |                             |
| 42 | Trama Il Pain principale è il corpo di Yahiko, ma Jiraiya non capisce se questi è Pain o se lo è Nagato, il cui Rinnegan contraddistingue i Pain. L'eremita uccide il Mondo Animale che spedisce alla Foglia con Shima. Per svelare l'identità del nemico, Jiraiya si sacrifica e ne scrive, cifrandolo, il segreto sulla schiena di Fukasaku. Dopo di che muore ed affonda. Kisame intercetta la Serpe e, per ordine di Itachi, concede solo a Sasuke di passare. Naruto ed il suo gruppo si imbattono in Tobi che impedisce loro di raggiungere Sasuke, il quale arriva da Itachi. I due fratelli cominciano a combattere con tecniche illusorie ed Itachi spiega di avere sterminato il clan con Madara, del quale rivela la storia. Quando Sasuke annienta lo Tsukuyomi, Itachi è in svantaggio ed è costretto a ricorrere ad Amaterasu. |                                         |                             |
| 43 | L'uomo che conosce la verità 「真実を知る者」 - Shinjitsu o shiru mono | 4 agosto 2008 ISBN 978-4-08-874552-7    | 5 giugno 2009               |
| 43 | Capitoli - 390. L'ultima tecnica! (最後の術・・・!!?, Saigo no jutsu...!!) - 391. Assieme al tuono! (雷鳴と共に・・・!!?, Raimei to tomoni...!!) - 392. Susanoo! (須佐能乎・・・!!?, Susano'o...!!) - 393. I miei occhi! (オレの眼・・・!!?, Ore no me...!!) - 394. La vittoria di Sasuke (サスケの勝利?, Sasuke no shōri) - 395. Il mistero di Tobi (トビの謎?, Tobi no nazo) - 396. Presentazione (自己照会?, Jiko shōkai) - 397. L'uomo che conosce la verità (真実を知るも者?, Shinjitsu o shiru mono) - 398. L'inizio della foglia (木ノ葉のはじまり?, Konoha no hajimari) - 399. L'inizio di ogni cosa! (すべての始まり!!?, Subete no hajimari!!) - 400. All'inferno (地獄の中で?, Jigoku no nakade) - 401. L'illusione (幻術?, Maboroshi) - 402. Le ultime parole (最後の言葉?, Saigo no kotoba) |                                         |                             |
| 43 | Trama Nonostante Sasuke usi il suo attacco più devastante, come il Kirin, Itachi si salva grazie alla terza tecnica dello Sharingan Ipnotico: Susanoo. Dopo avere rimosso Orochimaru dal suo corpo ed averlo assorbito nella Spada Totsuka, Itachi sorride e lo saluta prima di cadere a terra morto. Avvertito da Zetsu, Tobi raggiunge Sasuke e lo porta via precedendo i ninja della Foglia. Quando Sasuke si riprende, Tobi gli racconta la storia del Clan Uchiha e del fatto che fu lo stesso consiglio della Foglia ad incaricare Itachi di sterminare il suo clan, in quanto il padre dei fratelli, Fugaku, era la mente di un colpo di Stato. Itachi era riuscito a salvare Sasuke decidendo di assumersi ogni colpa e di vivere come un criminale pur di salvarlo, perfino di lasciarsi uccidere da lui. Appresa la verità sul conto di Itachi, Sasuke risveglia lo Sharingan Ipnotico e comunica alla Serpe, ora divenuta "Falco" che distruggeranno la Foglia per vendicarsi. |                                         |                             |
| 44 | Il passato del Senjutsu 「仙術伝承・・・!!」 - Senjutsu Denshō... !! | 4 novembre 2008 ISBN 978-4-08-874589-3  | 6 agosto 2009               |
| 44 | Capitoli - 403. Lacrime (涙?, Namida) - 404. Falco e Alba ("鷹"と"暁"?, "Taka" to "Akatsuki") - 405. Il lascito (遺されたもの?, Nokosaretamono) - 406. La chiave del futuro (未来への鍵?, Mirai e no kagi) - 407. Per Naruto (ナルトに宛てて?, Naruto ni atete) - 408. La proposta di Fukasaku (フカサクの提案?, Fukasaku no teian) - 409. L'addestramento alle arti eremitiche! (仙術伝承!?, Senjutsu Denshō!) - 410. Battaglia alla valle Unrai! (雲雷峡の闘い!!?, Unraikyō no tatakai!!) - 411. L'Ottocoda contro Sasuke! (八尾VSサスケ!!?, Hachibi pāsasu Sasuke!!) - 412. Un terrore mai provato (かつてない戦慄?, Katsutenai senritsu) |                                         |                             |
| 44 | Trama Al villaggio, Fukasaku comunica a Naruto della morte di Jiraiya e gli propone di insegnargli le arti eremitiche in vista dello scontro con Pain. Naruto si reca sul monte Myoboku, patria dei rospi, per allenarsi come aveva fatto un tempo Jiraiya, il cui messaggio è stato decifrato e afferma che il vero Pain non è tra quei sei. Nel frattempo, Alba e il Falco si alleano: il Falco catturerà l'Ottacoda, e riceverà da Tobi i cercoteri, che daranno a Sasuke il potere per distruggere la Foglia. Tobi si rivela inoltre al suo ex-sottoposto Kisame, che lo riconosce come Madara, il precedente Quarto Mizukage. Il Falco si dirige allora alla Nuvola e affronta Killer Bee, forza portante dell'Ottacoda, che, messo alle strette, ricorre al chakra del cercoterio. |                                         |                             |
| 45 | Battaglia a Konoha!! 「戦場、木ノ葉!!」 - Senjyō, Konoha!! | 4 febbraio 2009 ISBN 978-4-08-874627-2  | 8 ottobre 2009              |
| 45 | Capitoli - 413. La disfatta (崩落?, Hōraku) - 414. Il toro scatenato (暴れ牛?, Abare ushi) - 415. Una nuova forza! (新しま力!!?, Atarashi ma chikara!!) - 416. La leggenda dei ninja coraggiosi (ド根性忍伝?, Do konjō ninten) - 417. Le disposizioni del raikage! (雷影,動く!!?, Raikage, ugoku!!) - 418. Naruto l'eremita!! (仙人ナルト?, Sennin Naruto!!) - 419. L'assalto! (襲来!!?, Shūrai!!) - 420. La Foglia in guerra! (戦場、木ノ葉!!?, Senjyō, Konoha!!) - 421. Richiamate Naruto indietro! (ナルトを呼び戻せ!!?, Naruto o yobimodose!!) - 422. Kakashi contro Pain! (カカシVSペイン?, Kakashi VS Pain) |                                         |                             |
| 45 | Trama Sasuke riesce a catturare l'Ottacoda grazie allo Sharingan ipnotico. Quando il Raikage, fratello di Killer Bee, lo viene a sapere, convoca una riunione dei cinque Kage per discutere su come eliminare definitivamente Alba. Intanto, i membri dell'organizzazione provano ad estrarre il chakra del cercoterio, ma si scopre che Killer Bee si è salvato sostituendo il suo corpo con un tentacolo del suo cercoterio. Sul monte Myoboku, Naruto impara a raccogliere il chakra eremitico e comincia ad applicarlo ad alcune delle sue tecniche. I sei corpi di Pain giungono alla Foglia ed attaccano il villaggio, alla sua ricerca. Kakashi si trova ad affrontare il Mondo dei Deva e quello degli Asura che viene schiacciato da Choza, giunto in soccorso assieme a Choji. |                                         |                             |
| 46 | Il ritorno di Naruto!! 「ナルト帰還!!」 - Naruto kikan!! | 1º maggio 2009 ISBN 978-4-08-874663-0   | 28 gennaio 2010             |
| 46 | Capitoli - 423. Il potere del Mondo dei Deva! (天道の能力!!?, Tendō no nōryoku!!) - 424. La decisione! (決断!!?, Ketsudan!!) - 425. Kakashi Hatake (はたけ カカシ?, Hatake Kakashi) - 426. Naruto e la Foglia (ナルトと木ノ葉!!?, Naruto to Konoha!!) - 427. Incontrarsi di nuovo (再会?, Saikai) - 428. Il dialogo! (対談!!?, Taidan!!) - 429. Il dolore (傷みを?, Itami o) - 430. Il ritorno di Naruto! (ナルト帰還!!?, Naruto kikan!!) - 431. L'eruzione di Naruto! (ナルト大噴火!!?, Naruto daifunka!!) - 432. Un altro Rasen Shuriken! (螺旋手裏剣再び!!?, Rasenshuriken futatabi!!) |                                         |                             |
| 46 | Trama Pain sta devastando il villaggio. Kakashi, per salvare Choji e fargli comunicare a Tsunade le caratteristiche dei corpi di Pain, viene ucciso. Nel frattempo, la squadra di decriptazione e quella interrogatori riescono a scoprire il segreto di Pain. Shizune, però, cade vittima del Mondo Umano, il quale, dopo averle estorto informazioni su dove si trova Naruto, la elimina. Tsunade evoca Katsuyu e si concentra sul curare i feriti, ma viene raggiunta dal Mondo dei Deva, che ella riconosce. Per farle comprendere il dolore, Nagato distrugge, tramite il Mondo dei Deva, il villaggio con uno gigantesco Shinra Tensei. Informato, Naruto arriva in quel momento al villaggio con Fukasaku, Shima, Bunta, Ken, Hiro e Gamatatsu. Naruto sconfigge i Mondi degli Asura, dei Preta, Umano ed Animale terminando, però, la modalità eremitica. |                                         |                             |
| 47 | Il sigillo si rompe 「封印破壊!!」 - Fūin Hakai!! | 4 agosto 2009 ISBN 978-4-08-874711-8    | 22 aprile 2010              |
| 47 | Capitoli - 433. Il fallimento della modalità eremitica?! (仙術失敗...!??, Senjutsu shippai...!?) - 434. Naruto contro il Mondo Dei Deva! (ナルトVS天道!!?, Naruto VS Tendō!!) - 435. Bansho Tenin (万象天引?, Banshō Ten'in) - 436. La pace (平和?, Heiwa) - 437. La dichiarazione (告白?, Kokuhaku) - 438. La rottura del sigillo! (封印破壊!!?, Fūin Hakai!!) - 439. Chibaku Tensei (地爆天星?, Chibaku Tensei) - 440. Il dialogo col quarto hokage! (四代目との会話!!?, Yondaime to no taiwa!!) - 441. Rasen Shuriken contro Shinra Tensei! (螺旋手裏剣VS神羅天征!!?, Rasenshuriken VS Shinra Tensei!!) - 442. L'ultima chance! (最後の賭け!!?, Saigo no kake!!) |                                         |                             |
| 47 | Trama I Pain sconfitti vengono ripristinati dal Mondo Naraka e Naruto li sconfigge tutti e cinque grazie anche al Rasen Shuriken, ora completo. Naruto viene però sconfitto dal Mondo dei Deva, che ha ucciso Fukasaku e sconfitto Shima, e che gli spiega il suo ideale di giustizia per fermare l'odio tramite il dolore. Naruto non è in grado di dare una sua risposta a come fermare l'odio e quando Hinata, che per salvarlo attacca Pain e dichiara il suo amore, viene sconfitta, Naruto libera sei code della Volpe. Pain usa il Chibaku Tensei per imprigionarlo, ma con otto code Naruto riesce a liberarsi. Totalmente confuso, sta per liberare la Volpe, ma viene fermato dallo spirito del padre, che aveva lasciato parte del suo chakra per incontrare Naruto. Minato ripristina il sigillo e spiega che fu il tizio mascherato a evocare la Volpe e ad attaccare il villaggio sedici anni prima. Rincuorato, Naruto sconfigge anche l'ultimo Pain. |                                         |                             |
| 48 | Il villaggio in festa 「歓呼の里!!」 - Kanko no sato!! | 4 novembre 2009 ISBN 978-4-08-874748-4  | 22 luglio 2010              |
| 48 | Capitoli - 443. Faccia a faccia?! (対面..??, Taimen..?) - 444. La risposta (答?, Kotae) - 445. Il vertice del mondo (世界の天辺?, Sekai no teppen) - 446. Voglio solo proteggere i miei due amici (ただ二たりを守もりたい?, Tada futari o mamoritai) - 447. Fiducia (信じる?, Shinjiru) - 448. Il ricordo (形見?, Katami) - 449. Il fiore della speranza (希望の花?, Kibō no Hana) - 450. Un villaggio gioioso! (歓呼の里!!?, Kanko no sato!!) - 451. La decisione riguardante Sasuke! (サスケの処分!!?, Sasuke no shobun!!) - 452. Avvicinarsi a Danzo! (ダンゾウに迫る!!?, Danzō ni semaru!!) - 453. La notte prima della riunione tra i cinque kage! (五影会談前夜...!!?, Gokage kaidan zen'ya...!!) |                                         |                             |
| 48 | Trama Naruto si dirige da Nagato e, nonostante sia furioso, gli chiede la loro storia e come hanno fatto degli allievi di Jiraiya a diventare così. Nagato gli spiega di come restò orfano e di come, per colpa di Danzo e Hanzo, si suicidò Yahiko. Naruto lo redime grazie al primo libro di Jiraiya, ispirato proprio dagli ideali di Nagato, che si sacrifica per resuscitare tutti coloro rimasti uccisi nel suo attacco e che affida il suo sogno di pace a Naruto. Konan se ne va portando con sé i corpi di Nagato e Yahiko, mentre al villaggio Naruto viene acclamato come eroe. Tsunade cade in coma e viene convocata una riunione delle alte sfere col daimyo, per nominare il prossimo Hokage, che è Danzo. Arriva intanto alla Foglia la squadra di Samui, delegazione del Raikage. Danzo condanna a morte Sasuke, il quale viene intercettato da Tobi, che gli spiega del loro fallimento. Il Falco parte allora per l'assemblea dei kage per assassinare Danzo, mentre anche Gaara, Kankuro e Temari sono in partenza. |                                         |                             |
| 49 | Comincia l'assemblea dei cinque Kage! 「五影会談、開幕...!!」 - Gokage kaidan, kaimaku...!! | 4 gennaio 2010 ISBN 978-4-08-874784-2   | 7 ottobre 2010              |
| 49 | Capitoli - 454. Ecco i cinque kage! (五影登場...!!?, Gokage tōjō...!!) - 455. Il legame! (繋がり...!!?, Tsunagari...!!) - 456. La partenza di Naruto! (ナルト出発...!!?, Naruto shuppatsu...!!) - 457. Comincia l'assemblea dei cinque kage! (五影会談、開幕...!!?, Gokage kaidan, kaimaku...!!) - 458. L'acceso dibattito dei cinque kage! (五影の大論戦...!!?, Gokage no dairosen...!!) - 459. La decisione di Sakura! (サクラの決意!!?, Sakura no ketsui!!) - 460. Sasuke accerchiato! (サスケ包囲網...!?, Sasuke hōimō...!) - 461. La Nuvola contro il Falco! (雲隠れVS“鷹”!!?, Kumogakure VS Taka!!) - 462. Il credo ninja di Sasuke! (サスケの忍道...!!?, Sasuke no nindō...!!) - 463. Sasuke contro il raikage! (サスケVS雷影!!?, Sasuke VS Raikage!!) |                                         |                             |
| 49 | Trama Naruto parte con Kakashi e Yamato per cercare di convincere il Raikage a ritirare la pena di morte per Sasuke, ma fallisce. Una volta raggiunto il Paese del Ferro, dove si tiene l'assemblea, i cinque Kage cominciano a discutere, sotto la mediazione del samurai Mifune, generale del Paese. Danzo utilizza lo Sharingan di Shisui Uchiha per farsi proporre da Mifune come leader di un'alleanza contro Alba, ma viene scoperto da Ao della Nebbia. Zetsu compare ed avverte i Kage della presenza di Sasuke. Intanto, Tobi raggiunge Naruto ed i due Jonin e spiega loro la verità su Itachi e sulle origini di Senju ed Uchiha. Alla Foglia viene deciso di eliminare Sasuke per evitare una guerra con la Nuvola e Sakura parte per riferirlo a Naruto. Il Raikage si dirige con le sue due guardie dal Falco e combatte con Sasuke. Nonostante un incompleto Susanoo ricoperto di Amaterasu, il Raikage stende l'avversario. |                                         |                             |
| 50 | Scontro mortale nella prigione d'acqua!! 「水牢の死闘!!」 - Mizurō no shitō!! | 4 marzo 2010 ISBN 978-4-08-870011-3     | 13 gennaio 2011             |
| 50 | Capitoli - 464. La forza delle tenebre! (闇の力...!!?, Yami no chikara...!!) - 465. Attacco alla sala dell'assemblea! (会談場襲撃!?, Kaidanjō shūgeki!) - 466. Duello in uno spazio chiuso! (密室の大攻防戦!!?, Misshitsu no Daikōbōsen!!) - 467. La dichiarazione di guerra (宣戦?, Sensen!) - 468. L'Ottacoda e l'Enneacoda (八尾と九尾?, Hachibi to Kyūbi) - 469. La dichiarazione di Sakura! (サクラの告白!!?, Sakura no kokuhaku!!) - 470. Killer Bee contro Kisame! (キラービーVS鬼鮫!!?, Kirābī VS Kisame!!) - 471. La seconda versione dell'Ottacoda! (八尾, バージョン2!!?, Hachibi, Bājon 2!!) - 472. Scontro mortale in una prigione d'acqua! (水牢の死闘!!?, Mizurō no shitō!!) - 473. Fratelli (ブラザー?, Burazā) |                                         |                             |
| 50 | Trama Gaara interviene e il Raikage si taglia il braccio sinistro per non farsi consumare da Amaterasu. Sasuke si difende dai nemici completando Susanoo, poi fugge e si dirige nella sala dell'assemblea. Danzo approfitta della confusione e scappa, mentre Sasuke affronta Mifune, Chojuro e la Mizukage. Cloni di Zetsu crescono, bloccano e assorbono il chakra ai Kage e alle loro guardie, ripristinando quello di Sasuke, che affronta lo Tsuchikage. Tobi interviene e lo salva da morte certa, poi spiega ai cinque Kage il progetto dell'Occhio Lunare: resuscitare il Decacoda, il cercoterio ancestrale, e scagliare la Tsukuyomi Infinita dalla Luna per controllare tutta l'umanità. Davanti al rifiuto di consegnare l'Ottacoda e l'Enneacoda, Tobi dichiara loro la Quarta Guerra Mondiale dei ninja. Il Raikage diventa capo dell'alleanza ma suo fratello Killer Bee è trovato da Kisame. I due combattono e quando arriva il Raikage, Kisame viene decapitato dai due. Suigetsu e Jugo vengono arrestati dai samurai. Intanto, Fuu fallisce nel recuperare il Byakugan di Ao per Danzo, e Sakura, con Sai, Lee e Kiba, raggiunge Naruto per dirgli che lo ama e di lasciar perdere Sasuke. Naruto non le crede e quando Sakura se ne va, un clone di Sai va da Naruto per rivelargli le vere intenzioni di Sakura. |                                         |                             |
| 51 | Sasuke contro Danzo 「サスケVSダンゾウ」 - Sasuke VS Danzou | 30 aprile 2010 ISBN 978-4-08-870033-5   | 10 marzo 2011               |
| 51 | Capitoli - 474. La risoluzione dell'hokage! (火影としての覚悟...!!?, Hokage to shite no kakugo...!!) - 475. La vera natura di Madara! (マダラの真骨頂!!?, Madara no shinkocchō!!) - 476. Sasuke contro Danzo! (サスケVSダンゾウ?, Sasuke VS Danzou) - 477. Non parlerai mai più di Itachi! (イタチを語るな?, Itachi o kataruna) - 478. Il Susanoo di Sasuke! (サスケの"須佐能乎"...!!?, Sasuke no Susano'o...!!) - 479. Izanagi (イザナギ?, Izanagi) - 480. Il sacrificio (犠牲?, Gisei) - 481. La morte di Danzo (ダンゾウ死す!!?, Danzō shisu!!) - 482. Ancora una volta... (もう一度・・・?, Mō ichido...) - 483. Allievo e maestro nuovamente assieme! (再びの師弟!!?, Futatabi no shitei!!) |                                         |                             |
| 51 | Trama Sai informa Naruto che i suoi compagni intendono eliminare Sasuke. Gaara, Kankuro e Temari li raggiungono e li informano dell'attacco di Sasuke e dell'imminente guerra, raccomandando Kakashi come nuovo Hokage. Danzo è intercettato da Tobi che, dopo aver assorbito Fuu e Torune, richiama Sasuke e Karin dall'altra dimensione. Con 10 Sharingan sul braccio destro, Danzo affronta Sasuke, mettendolo in grande difficoltà grazie alla tecnica proibita Izanagi ed all'Arte del Legno di Hashirama, ottenute grazie agli esperimenti di Orochimaru. Messo alle strette, Danzo prova a prendere Karin come ostaggio, ma Sasuke li trafigge entrambi senza esitazione. Per salvare la Foglia ed il mondo, Danzo si sacrifica per tentare di sigillare Tobi e Sasuke, ma fallisce. Tobi porta via il cadavere di Danzo per impossessarsi dell'occhio di Shisui, che è però stato distrutto. Sakura addormenta i suoi compagni e va da sola da Sasuke per ucciderlo ma sta per essere lei stessa uccisa dall'ex-compagno. Kakashi la salva in extremis e si prepara ad affrontare l'allievo. |                                         |                             |
| 52 | I membri del Team 7 「それぞれの第七班」 - Sorezore no Dainanahan!! | 4 agosto 2010 ISBN 978-4-08-870084-7    | 12 maggio 2011              |
| 52 | Capitoli - 484. La squadra Sette! (それぞれの第七班!!?, Sorezore no Dainanahan!!) - 485. Vicini e lontani... (近く...遠く...?, Chikaku... Tōku...) - 486. Pugni (拳?, Kobushi) - 487. L'inizio della battaglia! (戦いの始まり...!!?, Tatakai no hajimari...!!) - 488. Ognuno al suo villaggio (それぞれの里へ?, Sorezore no sato e) - 489. I preparativi per la grande guerra dei ninja! (忍界大戦へ向けて...!!?, Ninkai taisen e mukete...!!) - 490. La verità sulla Volpe! (九尾の真実!!?, Kyūbi no shinjitsu!!) - 491. Le forze portanti rinchiuse! (人柱力監禁!!?, Jinchūriki kankin!!) - 492. Il saluto! (挨拶?, Aisatsu!!) - 493. Il Naruto delle tenebre! (闇ナルト?, Yami Naruto) - 494. Killer Bee e Motoi (キラービーとモトイ?, Kirābī to Motoi) |                                         |                             |
| 52 | Trama Sasuke risveglia anche l'ultimo stadio di Susanoo ma non può più usare lo Sharingan Ipnotico per averne abusato. Quasi cieco, affronta Naruto, arrivato in soccorso di Sakura. Zetsu informa Tobi, e i due arrivano sul posto per portare via Sasuke, da cui Naruto ottiene di combattere con lui prima di distruggere la Foglia. Nel covo di Alba, Sasuke si trapianta gli occhi di Itachi mentre Kabuto va da Tobi per proporgli un'alleanza. Di fronte a un rifiuto, Kabuto evoca i defunti membri di Alba e chiede quindi Sasuke a Tobi in cambio di un aiuto in guerra. Di fronte ad un nuovo rifiuto, Kabuto evoca una sesta bara, il cui contenuto costringe Tobi ad accettare l'offerta di consegnargli Sasuke finita la guerra. Kakashi sta per essere nominato Hokage ma Tsunade si risveglia dal coma. La nuova assemblea dei Kage ordina che Bee e Naruto stiano confinati su un'isola della Nuvola. Kisame è sopravvissuto grazie a un clone di Zetsu ed è nascosto dentro Pelle di Squalo, ora in mano a Bee. Naruto, dopo aver avuto la sua premonizione sul Monte Myoboku, parte per l'isola dove si allenerà per controllare la Volpe. Qui conosce Bee e Motoi, guardiano dell'isola e un tempo amico di Bee. Spronato da Naruto, Motoi confessa a Bee di aver tentato di ucciderlo. Col perdono di Bee, Naruto comprende come superare la prima prova dell'allenamento. |                                         |                             |
| 53 | Il segreto della nascita di Naruto 「ナルトの出生の秘密」 - Naruto no shusshō no himitsu | 4 novembre 2010 ISBN 978-4-08-870126-4  | 14 luglio 2011              |
| 53 | Capitoli - 495. L'annientamento del Naruto delle tenebre! (ナルトVS暗い?, Naruto VS Yami Naruto) - 496. Di nuovo faccia a faccia con la Volpe! (再会九尾!!?, Saikai Kyūbi!!) - 497. La Volpe contro Naruto (ナルトVS九尾?, Naruto VS Kyūbi) - 498. I capelli rossi della mamma (母親の赤い髪?, Hahaoya no akai kami) - 499. Un nuovo sigillo! (新しいシール?, Atarashii shīru) - 500. La nascita di Naruto (ナルトの出生?, Naruto no shusshō) - 501. L'assalto della Volpe a Nove Code! (九尾襲来!!?, Kyūbi shūrai!!) - 502. La battaglia mortale del quarto hokage (四代目の死闘!!?, Yondaime no shitō!!) - 503. Il sigillo del diavolo eseguito da Minato (ミナトの屍鬼封尽!!?, Minato no Shiki Fūjin!!) - 504. Grazie (ありがとう?, Arigatō) |                                         |                             |
| 53 | Trama Superata la prima prova, Naruto va con Bee in una grotta dove può incontrare e combattere col proprio cercoterio. Se riuscirà a strapparle tutto il chakra, domerà la Volpe. L'allenamento sembra andare male, ma Naruto è salvato da sua madre Kushina che aveva lasciato una parte del suo spirito nel figlio. Grazie al suo aiuto, Naruto prende il controllo della Volpe. Prima di andarsene, la donna racconta al figlio che una volta era la precedente forza portante dell'Enneacoda e che è stato proprio Tobi ad attaccare la Foglia sedici anni fa riuscendo a far fuoriuscire la Volpe dal suo corpo. Tobi fu fermato dal Quarto Hokage, padre del protagonista, che comprese di doversi sacrificare per dare a Naruto la forza necessaria per salvare il mondo, ovvero la Volpe. Kushina ringrazia Naruto e scompare. |                                         |                             |
| 54 | Il ponte per la pace 「それぞれの第七班」 - Sorezore no dai nana han | 29 dicembre 2010 ISBN 978-4-08-870084-7 | 15 settembre 2011           |
| 54 | Capitoli - 505. Sprigionare il chakra della Volpe a Nove Code! (九尾チャクラ、解放!!?, Kyūbi chakura, kaihō!!) - 506. Gai contro Kisame! (ガイVS鬼鮫?, Gai VS Kisame) - 507. Una vita di menzogne! (偽りの存在?, Itsuwari no sonzai) - 508. Come muore un ninja (忍の死に様?, Shinobi no shinizama) - 509. Il ponte per la pace (平和への架け橋?, Heiwa e no kakehashi) - 510. La tecnica proibita impossibile! (まさかの禁術?, Masaka no Kinjutsu) - 511. Torniamo a casa (帰ってこよう?, Kaettekoyō) - 512. La verità su Zetsu! (ゼツの真実!?, Zetsu no shinjitsu!) - 513. Kabuto contro il Tsuchikage! (カブトＶＳ土影!!?, Kabuto VS Tsuchikage!!) - 514. Il piano di Kabuto! (カブトの目論見?, Kabuto no mokuromi) |                                         |                             |
| 54 | Trama Controllando il chakra della Volpe, Naruto è in grado di percepire i pensieri ostili e scopre Kisame dentro Pelle Di Squalo. Kisame tenta la fuga, ma viene intercettato da Gai che, aprendo la settima porta, lo sconfigge permettendo ad Aoba di entrare nella sua mente mentre è privo di sensi. Kisame si stacca la lingua per non farsi estorcere altre informazioni e si fa mangiare vivo dai suoi squali. Tobi, dopo aver ucciso Konan e recuperato il Rinnegan di Nagato, riceve le informazioni di Kisame ed invia Kabuto e Deidara a catturare l'Enneacoda, al cui soccorso giungono lo Tsuchikage Oonoki, sua nipote Kurotsuchi e Akatsuchi. Dopo un breve scontro, Kabuto rapisce Yamato per estorcergli informazioni e potenziare l'esercito di Zetsu. Tobi gli ordina di muoversi e di prepararsi alla guerra. |                                         |                             |
| 55 | La grande guerra inizia! 「大戦、開戦!」 - Taisen, kaisen! | 21 aprile 2011 ISBN 978-4-08-870185-1   | 10 novembre 2011            |
| 55 | Capitoli - 515. La grande guerra inizia! (大戦、開戦!?, Taisen, kaisen!) - 516. Il discorso di Gaara (我愛羅の演説?, Gaara no enzetsu) - 517. La guerra di Omoi! (オモイの「戦争」!!?, Omoi no 'sensō'!!) - 518. L'attacco dell'unità incursione! (奇襲部隊の攻防!!?, Kishū butai no kōbō!!) - 519. La teriosfera (尾獣玉?, Bijūdama) - 520. Il segreto della tecnica della resurrezione (穢土転生の秘密?, Edo Tensei no himitsu) - 521. L'esercito alleato in guerra! (大連隊、戦闘開始!!?, Dairentai, sentō kaishi!!) - 522. Sono morto (私はすでに死んでいる?, Watashi wa sudeni shinde iru) - 523. I sette leggendari ninja spadaccini! (伝説の忍刀七人衆!!?, Densetsu no shinobigatana shichininshū!!) - 524. Cosa è doveroso proteggere (守るべきもの?, Mamorubekimono) |                                         |                             |
| 55 | Trama Kabuto evoca il suo esercito di zombie e grazie a Yamato potenzia gli Zetsu. Parte così con Tobi per la guerra, il quale si fa spiegare il meccanismo della Resurrezione da Kabuto dopo che questi ha catturato Anko per potenziarsi col suo chakra di Orochimaru. Anche l'Alleanza ninja completa i preparativi dividendosi in varie divisioni. La squadra d'assalto capitanata da Kankuro si imbatte in quella di Alba, composta da Sasori, Deidara, Chukichi della Nebbia e dal fratello di Sai. Riescono a purificare Sasori e il membro della Radice e a sigillare Deidara, mentre Chukichi fugge a chiamare rinforzi. Nel Paese del Ferro, Suigetsu e Jugo evadono di galera e partono per cercare Sasuke. Successivamente, la divisione di Kakashi riesce a sconfiggere Zabuza ed Haku prima di concentrarsi sugli altri avversari. Intanto, verso la divisione di Gaara si avvicina il Secondo Tsuchikage Muu. |                                         |                             |
| 56 | La squadra Asuma di nuovo riunita! 「再会、アスマ班!」 - Saikai, Asuma Han! | 3 giugno 2011 ISBN 978-4-08-870218-6    | 12 gennaio 2012             |
| 56 | Capitoli - 525. La resurrezione dei kage! (影、復活!!?, Kage, fukatsu!!) - 526. La dura battaglia della divisione di Darui! (激戦!!ダルイ部隊!!?, Gekisen!! Darui Butai!!) - 527. La parola proibita (NGワード?, Enu jī wādo) - 528. Superare se stessi (「だるい」を超えて?, 'Darui' o koete) - 529. Un legame color oro (金色の絆?, Kin'iro no kizuna) - 530. La decisione di Choji (チョウジの決意?, Chōji no ketsui) - 531. La squadra Asuma di nuovo riunita! (再会、アスマ班!?, Saikai, Asuma Han!) - 532. La conclusione del duello fra Mifune e Hanzo! (ミフネVS半蔵、決着!!?, Mifune VS Hanzō, kecchaku) - 533. Il momento di giurare (約束!!?, Yakusoku!!) - 534. Addio, Ino-Shika-Cho! (さらば猪鹿蝶!!?, Saraba Inoshikachō!!) |                                         |                             |
| 56 | Trama Darui affronta due dei più forti guerrieri del Paese della Nuvola, i redivivi fratelli Kinkaku e Ginkaku, riuscendo a sconfiggerli e sigillarli grazie alla squadra dieci. Nel frattempo, Mifune si batte con Hanzo, dal quale era stato sconfitto in passato, dopo che con Kimimaro e Chiyo era giunto in soccorso di Deidara. Hanzo viene sconfitto e redento, mentre i componenti della squadra dieci sono costretti ad affrontare il loro maestro Asuma, sconfitto da Choji col suo nuovo potere. Naruto, avendo percepito il chakra della volpe contenuto in Kinkaku, tenta di fuggire dall'isola tartaruga ma si trova di fronte Iruka e altri ninja della Foglia, intenzionati a fermarlo. |                                         |                             |
| 57 | Naruto sul campo di battaglia...!! 「ナルト戦場へ...!!」 - Naruto senjō e...!! | 4 agosto 2011 ISBN 978-4-08-870271-1    | 1º marzo 2012               |
| 57 | Capitoli - 535. La persuasione di Iruka! (イルカの説得?, Iruka no settoku) - 536. Naruto si dirige verso la battaglia! (ナルト戦場へ...!!?, Naruto senjō e...!!) - 537. Cala la notte! (夜へ...!!?, Yoru e...!!) - 538. Il dialogo (詰問?, Kitsumon) - 539. Una notte di sangue! (血の夜...!!?, Chi no yoru...!!) - 540. Il piano di Madara! (マダラの作戦!!?, Madara no sakusen!!) - 541. Il Raikage contro Naruto?! (雷影VSナルト!??, Raikage VS Naruto!?) - 542. La nascita della coppia più forte! (最強タッグチームでの秘密ストーリー!!?, Saikyō tagguchīmu de no himitsu sutōrī!!) - 543. Parole che mai potrò dimenticare (捨てられねェ言葉!!?, Suterarenē kotoba!!) - 544. I due soli! (二つの太陽!!?, Futatsu no taiyō!!) |                                         |                             |
| 57 | Trama Venuto a sapere della guerra, Naruto si dirige verso il campo di battaglia seguito da Bee. Tobi si dirige dalla prima divisione con la Statua Diabolica e ruba i tesori contenenti i fratelli Oro e Argento. Mentre gli Zetsu bianchi, perfettamente trasformati in ninja, crean scompiglio dietro le linee nemiche, il Raikage e l'Hokage fermano l'avanzata delle due forze portanti. Tsunade decide di credere in Naruto e di lasciarlo passare, ma il Raikage non è intenzionato a cambiare idea e Bee gli ricorda il momento in cui si sono conosciuti per cercare di convincerlo. A, superato in velocità, concede a Naruto di partire per la guerra. Intanto, Tobi ha reso le sei precedenti forze portanti le sue vie della trasmigrazione di Pain, dotate ora di sharingan e rinnegan, ed è pronto per unirsi alla guerra. |                                         |                             |
| 58 | Naruto vs. Itachi!! 「ナルトVSイタチ!!」 - Naruto Bāsasu Itachi!! | 4 novembre 2011 ISBN 978-4-08-870302-2  | 10 maggio 2012              |
| 58 | Capitoli - 545. L'esercito immortale! (不死身軍団!!?, Fujimi gundan!!) - 546. Scontro fra due generazioni di kage! (新旧影対決!!?, Shinkyū Kage taiketsu!!) - 547. Ciò che ha valore! (価値あるもの!!?, Kachi aru mono!!) - 548. Naruto contro Itachi! (ナルトVSイタチ!!?, Naruto VS Itachi!!) - 549. La domanda di Itachi! (イタチの問い!!?, Itachi no toi!!) - 550. Kotoamatsukami (別天神?, Kotoamatsukami) - 551. Fermiamo Nagato! (長門を止めろ!!?, Nagato o tomero!!) - 552. La condizione per essere hokage! (火影の条件...!!?, Hokage no jōken...!!) - 553. Naruto giunge alla battaglia principale! (主戦場到着!!?, Shusenjō tōchaku!!) - 554. Il limite del Rasen Shuriken! (螺旋手裏剣の限界...!!?, Rasenshuriken no genkai...!!) - 555. La contraddizione (矛盾?, Mujun) |                                         |                             |
| 58 | Trama Naruto invia i suoi cloni a smascherare i cloni di Zetsu mentre Gaara sigilla il proprio padre, Il Quarto Kazekage. Naruto e Bee si imbattono in Nagato ed Itachi che si libera grazie al potere che diede a Naruto contenente l'illusione dello Sharingan ipnotico di Shisui: Koto Amatsukami. Insieme, i tre sigillano Nagato all'interno della Spada Totsuka, dopodiché Itachi si dirige verso Kabuto per far terminare la Resurrezione. Sasuke risveglia lo Sharingan Ipnotico Eterno e dopo aver ucciso lo Zetsu bianco originale, fugge dal covo di Alba. Con Gaara e Oonoki, Naruto sigilla Muu che li avverte, però, di stare in guardia. Naruto affronta e sigilla così il Terzo Raikage, mentre Gaara sembra avere la peggio contro il Secondo Mizukage. |                                         |                             |
| 59 | La riunione dei cinque Kage...!! 「五影集結...!!」 - Gokage Shūketsu...!! | 3 febbraio 2012 ISBN 978-4-08-870368-8  | 12 luglio 2012              |
| 59 | Capitoli - 556. Gaara contro il mizukage! (ガアラVS水影!!?, Gaara VS Mizukage!!) - 557. Il Vapore Insidioso! (蒸危暴威?, Jōki Bōi) - 558. L'asso nella manica di Kabuto! (カブトの切り札...!!?, Kabuto no kirifuda...!!) - 559. L'arrivo dei rinforzi! (増援到着...!!?, Zōen tōchaku...!!) - 560. Madara Uchiha (うちはマダラ?, Uchiha Madara) - 561. La forza di quel nome (その力?, Sono chikara) - 562. Ritrovare se stessi (己を拾う場所?, Onore o hirou basho) - 563. L'unione dei cinque kage! (五影集結...!!?, Gokage shūketsu...!!) - 564. Nessuno (誰でもない男?, Dare demo nai otoko) - 565. Forze portanti contro forze portanti! (人柱力VS人柱力!!?, Jinchūriki VS jinchūriki!!) |                                         |                             |
| 59 | Trama Gaara e Oonoki sconfiggono il Mizukage dopo un duro scontro, mentre i cloni di Naruto continuano ad identificare ed eliminare gli Zetsu, portando così l'Allanza in vantaggio. Nel frattempo Kabuto fa evocare a Muu, che si era salvato, il suo asso nella manica: il vero Madara Uchiha, rivelando così che Tobi è un impostore. I cinque Kage affrontano quindi Madara, dotato di Rinnegan ed arte del legno mentre Naruto e Bee si scontrano con Tobi e le sue sei forze portanti. Quando queste ultime cominciano a rilasciare il potere dei cercoteri, Bee si trasforma nell'Ottacoda. |                                         |                             |
| 60 | Kurama!! 「九喇嘛!!」 - Kurama!! | 2 maggio 2012 ISBN 978-4-08-870417-3    | 4 ottobre 2012              |
| 60 | Capitoli - 566. Occhi e bestie (目や獣!!?, Me ya kemono!!) - 567. La forza portante del Villaggio della Foglia (木ノ葉の里の人柱力?, Konoha no sato no jinchūriki) - 568. La Tetracoda - Il re scimmia eremita (四尾・仙猿の王?, Yonbi: sen'en no ō) - 569. La dimostrazione della determinazione! (意志の証明!!?, Ishi no shōmei!!) - 570. Kurama (九喇嘛!!?, Kurama!!) - 571. La modalità cercoterio! (尾獣モード!!?, Bijū mōdo!!) - 572. I nove nomi (九つの名前?, Kokonotsu no namae) - 573. La strada verso lo splendore (輝きへと続く道?, Kagayaki e to tsuzuku michi) - 574. Occhi che scrutano le tenebre (闇を見る眼?, Yami o miru me) - 575. Una determinazione granitica (石の意思?, Ishi no ishi) |                                         |                             |
| 60 | Trama Kakashi e Gai arrivano in soccorso di Bee e Naruto, che viene ingoiato da Songoku, la Tetracoda. Nonostante l'iniziale malfidenza, la determinazione di Naruto per salvarlo fa cambiare opinione a Son, che collabora con Naruto dicendogli come fermarlo. A lavoro compiuto, Son viene risucchiato dalla Statua Diabolica e, di fronte alla tristezza di Naruto per non essere riuscito a salvarlo, chiede agli altri cercoteri e forze portanti di aiutarlo. Anche Kurama, la Volpe, riconosce finalmente le buone intenzioni di Naruto ed i due si fondono nella "modalità cercoterio". In questa nuova forma la velocità di Naruto è elevatissima e riesce a disporre della Teriosfera. Dopo aver sconfitto le forze portanti, prima che i cercoteri vengano risucchiati, essi ed i loro ospiti rivelano i loro nomi a Naruto. Altrove, Jugo e Suigetsu trovano la stanza segreta di Orochimaru, contenente informazioni che potrebbero decidere le sorti della guerra. Sasuke marcia, intanto, contro Naruto ma si imbatte in suo fratello Itachi. |                                         |                             |
| 61 | Due fratelli fianco a fianco in battaglia! 「兄弟、共闘!!」 - Kyōdai, kyōtō!! | 27 luglio 2012 ISBN 978-4-08-870477-7   | 10 gennaio 2013             |
| 61 | Capitoli - 576. Le indicazioni per ritrovarsi (再会の道標?, Saikai no michishirube) - 577. La lama dell'odio (憎しみの刃?, Nikushimi no yaiba) - 578. Il punto debole della disperazione! (絶望の弱点!!?, Zetsubō no jakuten!!) - 579. Due fratelli fianco a fianco in battaglia! (兄弟、共闘!!?, Kyōdai, kyōtō!!) - 580. Il tempo dei fratelli! (兄弟の時間?, Kyōdai no jikani) - 581. I sentimenti per la Foglia (それぞれの木ノ葉?, Sorezore no Konoha) - 582. Non ho nulla (何も無い?, Nani mo nai) - 583. Chi sono io? (これは誰だ??, Kore wa dare da?) - 584. Kabuto Yakushi (薬師カブト?, Yakushi Kabuto) - 585. Per essere me stesso (ボクがボクであるために?, Boku ga boku de aru tame ni) - 586. Izanami attivo (イザナミ発動?, Izanami hatsudō) - 587. Alle nove (9時になったら?, Kuji ni nattara) |                                         |                             |
| 61 | Trama Mentre infuria il combattimento tra i cinque Kage e Madara, Sasuke, alla ricerca di risposte, segue Itachi fino al covo di Kabuto, il quale rimembra del suo infelice passato da orfano e spia. I due fratelli Uchiha cominciano uno scontro con lui che vede Kabuto in vantaggio grazie alla sua Arte Eremitica. Itachi riesce, però, ad intrappolare Kabuto in Izanami, un'illusione che, come Izanagi, costa all'utilizzatore di perdere un occhio. Immobilizzato Kabuto, Itachi si accinge a fargli rilasciare la Tecnica di Resurrezione. |                                         |                             |
| 62 | Il solco 「皹」 - Hibi | 4 ottobre 2012 ISBN 978-4-08-870515-6   | 26 aprile 2013              |
| 62 | Capitoli - 588. La responsabilità di essere kage (影を背負う?, Kage o seou) - 589. La cessazione della Tecnica della Resurrezione (穢土転生の術・解?, Edo Tensei no Jutsu: kai) - 590. Ti ho sempre amato (お前をずっと愛している?, Omae o zutto aishiteiru) - 591. Il rischio (リスク?, Risuku) - 592. La terza potenza (第三勢力?, Daisan seiryoku) - 593. La resurrezione di Orochimaru (復活の大蛇丸?, Fukkatsu no Orochimaru) - 594. L'origine (祖たるもの?, Sotarumono) - 595. Il solco (皹?, Hibi) - 596. Un'unica tecnica (一つの術?, Hitotsu no jutsu) - 597. Il segreto della tecnica spazio-temporale (時空間忍術の秘密?, Jikūkan ninjutsu no himitsu) |                                         |                             |
| 62 | Trama Usando lo Tsukuyomi, Itachi fa rilasciare a Kabuto la Tecnica di Resurrezione facendo tornare i redivivi nell'aldilà. Prima di andarsene, Itachi mostra attraverso un'illusione a Sasuke come e perché sterminò il suo clan. Intanto, Madara Uchiha riesce a scampare all'annullamento della tecnica restando nel mondo dei vivi mentre Dan prima di andarsene raggiunge e salva Tsunade. Suigetsu e Jugo raggiungono Sasuke, il quale evoca Orochimaru dal Segno Maledetto di Anko perché vuole delle risposte. Intanto, Naruto, Gai, Killer Bee e Kakashi continuano lo scontro con Tobi scoprendo i segreti della sua tecnica spazio-temporale: il suo sharingan utilizza la stessa dimensione di quello di Kakashi. Tobi rivela, allora, di avere ottenuto il suo Sharingan il giorno della battaglia del Ponte di Kannabi. Naruto, ripromettendosi il suo sogno e di sconfiggere il nemico, parte all'attacco di Tobi con la Modalità Cercoterio. |                                         |                             |
| 63 | Il mondo onirico 「夢の世界」 - Yume no sekai | 28 dicembre 2012 ISBN 978-4-08-870550-7 | 25 luglio 2013              |
| 63 | Capitoli - 598. In pezzi! (粉砕!!?, Funsai!!) - 599. Obito Uchiha (うちはオビト?, Uchiha Obito) - 600. Perché non sei tornato al villaggio? (なぜ今まで?, Naze ima made) - 601. Obito e Madara (オビトとマダラ?, Obito to Madara) - 602. Sono vivo (生きている?, Ikiteiru) - 603. La riabilitazione (リハビリ?, Rihabiri) - 604. Incontrarsi di nuovo e poi... (再会、そして?, Saikai, soshite) - 605. L'inferno (地獄?, Jigoku) - 606. Il mondo onirico (夢の世界?, Yume no sekai) - 607. Non me ne importa nulla (私には関係ない?, Watashiniha kankeinai) |                                         |                             |
| 63 | Trama Combinando con Kakashi gli attacchi tra le due dimensioni, Naruto distrugge la maschera di Tobi, che si rivela essere Obito Uchiha. Li raggiunge Madara, il quale ha lasciato in fin di vita i Kage. Tsunade, col corpo diviso in due, evoca Katsuyu per curare i Kage e se stessa. Obito ripensa a quando fu salvato da un anziano Madara durante la terza grande guerra: con la metà destra del corpo distrutta, Obito deve abituarsi al nuovo corpo, composto da cellule di Hashirama donatogli da Madara, per poter tornare alla Foglia. Tuttavia, durante la sua riabilitazione arriva la notizia che Rin e Kakashi si trovano in pericolo contro Jonin della Nebbia. Grazie a Zetsu, Obito giunge in loro soccorso ma trova Rin uccisa da Kakashi. Il trauma porta sia Obito che Kakashi a risvegliare lo Sharingan Ipnotico. Kakashi perde i sensi mentre Obito, preso dall'ira, fa strage dei nemici. Essendosi reso conto che nel mondo c'è troppa sofferenza, torna da Madara ed aderisce al suo progetto per soggiogare il mondo intero in un'illusione. Madara gli insegna ogni cosa e, prima di lasciarsi morire, gli dà istruzioni per farsi resuscitare da Nagato e su come agire, col nome di Madara Uchiha. Come suggeritogli, si reca con Zetsu da Nagato, forte degli occhi di Madara, per farselo alleato. Obito ripensa infine a quando, origliando gli aggiornamenti che Kakashi faceva sulle tombe dei compagni, viene a conoscenza della nascita del figlio di Minato, con cui si scontra evocando la Volpe, ormai dimentico di tutto ciò cui teneva in precedenza. Finito il flashback, Madara combatte con Naruto mentre Obito si prepara a scontrarsi con Kakashi. |                                         |                             |
| 64 | Il Decacoda 「十尾」 - Jūbi | 4 aprile 2013 ISBN 978-4-08-870628-3    | 7 novembre 2013             |
| 64 | Capitoli - 608. La decisione di Kakashi! (カカシに決定?, Kakashi ni kettei) - 609. La fine (終わり?, Owari) - 610. Il Decacoda (十尾?, Jūbi) - 611. L'arrivo (到着?, Touchaku) - 612. La tecnica dell'esercito alleato! (忍連合軍の術!!?, Shinobi rengōgun no jutsu!!) - 613. Chi comanda (頭脳?, Zunō) - 614. Perché tu... (あなた?, Anata) - 615. Il legame (繋がれるもの?, Tsunagareru mono) - 616. Ninja in azione (忍び舞う者たち?, Shinobimau mono-tachi) - 617. Ninja in azione - Seconda parte (忍び舞う者たち 其ノ弐?, Shinobimau mono-tachi - Sono ni) |                                         |                             |
| 64 | Trama Kakashi cerca di redimere Obito, il quale non cede e decide, quindi, di affrontare l'ex-compagno per difenderne gli ideali che aveva un tempo. Il Decacoda, intanto, si risveglia e le si legano Madara e Obito per controllarla. Il suo potere è così grande che nemmeno Kurama e Gyuki riescono a tenerle testa. Arrivano, però, tutti gli altri ninja dell'Alleanza in soccorso alle forze portanti. Dal Quartier Generale arrivano indicazioni su come bloccare il Decacoda per concentrarsi così sul suo "cervello": i due Uchiha che la comandano. Il piano fallisce e il Decacoda, dopo essersi trasformata, bombarda il Quartier Generale, il "cervello" dell'esercito alleato. Prima di esser colpiti, Shikaku ed Inoichi mandano l'ultimo piano, che consiste nel proteggere Naruto finché non ricrea il chakra che passerà poi a tutti i ninja rimasti. Nel tentativo di proteggerlo, Neji viene colpito e muore. Naruto rimane scioccato da tale evento, ma grazie al sostegno di Hinata riesce a ritrovare la voglia di combattere. Rafforzata dal chakra della Volpe, l'Alleanza riesce a spezzare il legame tra gli Uchiha e il Decacoda. Intanto, presso il Villaggio della Foglia, Orochimaru conduce Sasuke, Jugo e Suigetsu alla loro meta. |                                         |                             |
| 65 | Hashirama Senju 「千手 柱間」 - Senju Hashirama | 4 luglio 2013 ISBN 978-4-08-870661-0    | 6 marzo 2014                |
| 65 | Capitoli - 618. Coloro che conoscono ogni cosa (全てを知る者たち?, Subete o shiru mono-tachi) - 619. Un clan posseduto dal male (悪に憑かれた一族?, Aku ni tsukareta ichizoku) - 620. Hashirama Senju (千手 柱間?, Senju Hashirama) - 621. Hashirama e Madara (柱間とマダラ?, Hashirama to Madara) - 622. Ce l'ho fatta (一方?, Ippō) - 623. Il panorama (垣間見る?, Kaimamiru) - 624. Pari (愛子?, Aiko) - 625. Il vero sogno (本当の夢?, Hontō no yume) - 626. Hashirama e Madara - Seconda parte (柱間とマダラ 其ノ弐?, Hashirama to Madara - Sono ni) - 627. La conclusione di Sasuke (サスケの答え?, Sasuke no kotae) |                                         |                             |
| 65 | Trama Il contenuto del rotolo trovato da Suigetsu è come invertire il Sigillo del Diavolo. Nel covo degli Uchiha, Orochimaru riacquista l'uso delle braccia e riporta in vita i quattro Hokage. Sasuke chiede loro la storia del villaggio e le origini degli Uchiha. Il Primo Hokage, Hashirama Senju, racconta a Sasuke di come durante la sua infanzia, nonostante i clan Senju e Uchiha fossero in guerra, conobbe Madara in segreto. Condividendo l'obiettivo di un mondo senza guerra, Hashirama e Madara divennero amici. Tuttavia, entrambi da adulti divennero nemici in guerra come capi dei rispettivi clan. Dopo anni di lotta, Madara accettò la proposta di Hashirama di porre fine alla guerra e venne creato il villaggio. Per l'ostilità del villaggio verso di lui, Madara lasciò e attaccò il villaggio. Nella Valle dell'Epilogo, si finse sconfitto da Hashirama. Dopo avere capito che Hashirama ed Itachi condividevano gli stessi sogni, Sasuke decide di proteggere il villaggio. A loro si aggiunge Karin ed il gruppo, forte della presenza degli Hokage, è pronto a fermare Madara. |                                         |                             |
| 66 | Un nuovo trio 「新たなる三竦み」 - Aratanaru sansukumi | 4 settembre 2013 ISBN 978-4-08-870801-0 | 5 giugno 2014               |
| 66 | Capitoli - 628. Il cuore e il futuro (ここに、そしてこれから?, Koko ni, soshite kore kara) - 629. Un buco nel cuore (風穴?, Kazaana) - 630. Colmare il vuoto (穴を埋めることができるか?, Ana o umeru koto ga dekiru ka) - 631. La squadra sette (第七班?, Dainanahan) - 632. Uno sforzo congiunto (爆発?, Bakuhatsu) - 633. Avanti (先に行く?, Saki ni iku) - 634. Un nuovo trio (新たなる三竦み?, Aratanaru sansukumi) - 635. Un nuovo vento (新しい風?, Atarashii kaze) - 636. L'Obito attuale (今のオビトを?, Ima no Obito o) - 637. La forza portante della decacoda (十尾の人柱力?, Jūbi no jinchūriki) |                                         |                             |
| 66 | Trama Mentre la battaglia infuria, Obito trasferisce Kakashi nell'altra dimensione, per finire il loro scontro. Gli Hokage raggiungono l'Alleanza insieme a Jugo e Sasuke, il quale, riunitosi coi suoi compagni, afferma di voler diventare Hokage. Mentre gli Hokage immobilizzano la Decacoda, il resto dell'Alleanza cerca di sconfiggerla. Altrove, Orochimaru, Karin e Suigetsu raggiungono e salvano Tsunade. I tre si dirigono così verso la guerra, seguiti dai cinque Kage rimessi in sesto da Tsunade. Intanto, nonostante non riesca a redimerlo, Kakashi sconfigge Obito, il quale, mortalmente ferito torna sul campo di battaglia. Madara cerca di costringere Obito a riportarlo in vita sacrificando la sua vita, ma Obito resiste e sigilla, invece, la Decacoda dentro di sé, divenendone la forza portante. |                                         |                             |
| 67 | Un varco 「突破口」 - Toppakō | 4 dicembre 2013 ISBN 978-4-08-870849-2  | 4 settembre 2014            |
| 67 | Capitoli - 638. Obito, la forza portante della Decacoda (十尾の人柱力・オビト?, Jūbi no jinchūriki: Obito) - 639. L'attacco (襲?, Osou) - 640. Finalmente (やっとだよ?, Yatto da yo) - 641. Dovete colpirlo voi! (あなたが主役です?, Anata ga shuyakudesu) - 642. Un varco (突破口?, Toppakō) - 643. Due pugni uniti! (合わせる拳...!!?, Awaseru kobushi...!!) - 644. Lo so (分かってる?, Wakatteru) - 645. Le due forze! (二重権力?, Nijū kenryoku) - 646. L'albero divino (木の神?, Ki no kami) - 647. Rimorsi (後悔?, Kōkai) |                                         |                             |
| 67 | Trama Dopo essere diventato la forza portante della Decacoda, Obito attacca il secondo, il terzo e il quarto Hokage, mentre Madara affronta il primo, arrivando ad una situazione di stallo. Mentre gli Hokage vengono sopraffatti dalla forza di Obito, Naruto e Sasuke si recano ad aiutarli, ma non sono in grado di infliggere danni all'avversario. Allo scopo di ripristinare la forza del figlio, Minato condivide con lui l'altra metà della Volpe sigillata dentro di sé per combattere insieme contro Obito. Tuttavia, Obito rilascia la vera forma della Decacoda, l'Albero Divino, che inizia ad attaccare tutti i ninja dell'alleanza prosciugando il loro chakra, e si prepara a creare il mondo illusorio. Non volendo arrendersi, Naruto e Sasuke si preparano ad affrontare nuovamente Obito. |                                         |                             |
| 68 | Le tracce 「畝間」 - Unema | 4 marzo 2014 ISBN 978-4-08-880023-3     | 4 dicembre 2014             |
| 68 | Capitoli - 648. Il sogno dei ninja! (忍の夢?, Shinobu no yume) - 649. La volontà dei ninja (忍の意志?, Shinobu no ishi) - 650. Dormire (眠るのは?, Nemuru no wa) - 651. Ciò che ha colmato il vuoto (何が満たされた?, Nani ga mitasa reta) - 652. Le tracce di Naruto (ナルトの小溝?, Naruto no komizo) - 653. Ti osservo sempre (あなたを見守る?, Anata o mimamoru) - 654. Tu sei Obito Uchiha (うちはオビトだ?, Watashi wa Uchiha Obito da) - 655. Le tracce (畝間?, Unema) - 656. Tocca a me (交換?, Kōkan) - 657. L'arrivo di Madara Uchiha (うちはマダラ、参る?, Uchiha Madara, mairu) |                                         |                             |
| 68 | Trama Naruto e Sasuke continuano a combattere contro Obito, mentre l'Alleanza unisce le forze con gli Hokage e Orochimaru per distruggere l'Albero Divino. Con l'aiuto dei loro compagni, Naruto e Sasuke riescono a sopraffare Obito permettendo a Naruto di liberare i Cercoteri sigillati dentro di lui. Kakashi tenta di uccidere l'ex-compagno, ma viene fermato da Minato. Mentre Naruto e Sasuke vanno a dare man forte ad Hashirama contro Madara, Obito, come penitenza per le sue azioni, tenta di sacrificare la propria vita per resuscitare le persone che ha ucciso, ma lo Zetsu Nero invece lo costringe a resuscitare Madara, il quale si accinge a catturare i Cercoteri. |                                         |                             |
| 69 | L'inizio della primavera rossa 「深紅の春を開始」 - Shinku no haru o kaishi | 2 maggio 2014 ISBN 978-4-08-880054-7    | 5 marzo 2015                |
| 69 | Capitoli - 658. I Cercoteri contro Madara! (尾獣VSマダラ...!!?, Bijū VS Madara...!!) - 659. Limbo! (輪墓・辺獄...!!?, Rinbo: Hengoku...!!) - 660. Il profondo dell'anima (隠された心?, Kakusareta kokoro) - 661. Il fallimento (遺跡の世界?, Iseki no sekai) - 662. La vera fine (現実の終わり?, Genjitsu no owari) - 663. Mai (いかなる犠牲を払っても?, Ikanaru gisei o haratte mo) - 664. Perché sono suo padre (私はあなたの父親だ?, Watashi wa anata no chichioyada) - 665. Ciò che sono ora (現在の私に?, Ima no watashi ni) - 666. Due Sharingan Ipnotici (二万華鏡写輪眼?, Nijū Mangekyō) - 667. La fine della gioventù (青春の終わり?, Seishun no owari) - 668. L'inizio della primavera rossa (深紅の春を開始?, Shinku no haru o kaishi) |                                         |                             |
| 69 | Trama Usando il Rinnegan, Madara assorbe il chakra di Hashirama e utilizza la statua diabolica per recuperare tutti i Cercoteri. Anche la Volpe viene assorbita, di conseguenza Naruto finisce in fin di vita. Sasuke e il secondo Hokage cercano di combattere Madara ma vengono sconfitti, e Sasuke viene mortalmente ferito da Madara. Intanto, un nuovo uomo mascherato inizia ad attaccare l'alleanza ninja, mentre Gaara porta Naruto da Minato affinché gli doni l'altra metà della Volpe, che viene però rubata da Zetsu, fusosi col corpo di Obito. Dopo essere diventato la nuova forza portante della Decacoda, Madara cerca di recuperare il suo Rinnegan sinistro da Obito, liberatosi dal controllo di Zetsu. Tuttavia, ora redento, Obito si allea con Kakashi per distrarre Madara e passare a Naruto parte del chakra dei Cercoteri. Kabuto raggiunge Sasuke e lo salva, grato ad Itachi per averlo redento. Nel frattempo, Gai decide di sacrificare la sua vita per combattere Madara, aprendo l'ottava porta del chakra. |                                         |                             |
| 70 | Naruto e l'Eremita delle Sei Vie 「ナルトと六道仙人」 - Naruto to Rikudō Sennin | 4 agosto 2014 ISBN 978-4-08-880151-3    | 4 giugno 2015               |
| 70 | Capitoli - 669. L'apertura di tutte e otto le porte difensive del corpo! (チャクラの八ゲート?, Chakura no hachi gēto) - 670. L'inizio di ogni cosa! (始まり?, Hajimari) - 671. Naruto e l'Eremita delle Sei Vie! (ナルトと六道仙人?, Naruto to Rikudō Sennin) - 672. Il Gai della Notte! (夜ガイ...!!?, Yagai…!!) - 673. Assieme! (私たちが行います?, Watashitachi ga okonaimasu) - 674. Il rinnegan di Sasuke (輪廻眼サスケ?, Sasuke no Rin'negan) - 675. Il sogno attuale (現在の夢?, Genzai no yume) - 676. Il sogno infinito (無限の夢?, Mugen no yume) - 677. Lo Tsukuyomi Infinito (無限月読?, Mugen Tsukuyomi) - 678. La mia volontà (私の意志?, Watashi no ishi) - 679. L'inizio di ogni cosa (すべての始まり?, Subete no hajimari) |                                         |                             |
| 70 | Trama Mentre Gai combatte contro Madara, Naruto e Sasuke incontrano in sogno l'Eremita delle Sei Vie Hagoromo Ootsutsuki, che li identifica come reincarnazioni dei suoi due figli, Ashura e Indra. Essendo Madara stesso una reincarnazione di Indra, l'eremita passa ai due il suo chakra per poterlo sconfiggere. Al suo risveglio Naruto salva Gai da morte certa e inizia a combattere contro Madara a fianco di Sasuke, che ha risvegliato il Rinnegan. I due riescono a sopraffare Madara, costringendolo a rubare lo Sharingan di Kakashi per raggiungere Obito e riprendersi il Rinnegan. Coi due Rinnegan, attiva lo Tsukuyomi Infinito e mette il mondo intero sotto un'illusione. Madara si appresta ad affrontare il Team 7, che grazie al Rinnegan di Sasuke si è protetto dall'illusione, ma viene trafitto alle spalle dallo Zetsu Nero, che rivela di essere la volontà della madre dell'eremita, Kaguya Ootsutsuki, che vuole trasformare l'umanità in Zetsu Bianchi. Madara viene trasformato in Kaguya, che per sbarazzarsi dei nemici teletrasporta sé stessa ed il Team 7 in una dimensione di magma. |                                         |                             |
| 71 | Mi piacete un sacco 「大好きだ」 - Daisuki da | 4 novembre 2014 ISBN 978-4-08-880208-4  | 5 novembre 2015             |
| 71 | Capitoli - 680. Una cosa sola (再び?, Futatabi) - 681. Le lacrime di Kaguya (かぐやの涙?, Kaguya no namida) - 682. Scommetto che non hai mai visto (あなたは見たことがないことを?, Anata wa mita koto ga nai koto o) - 683. Ha avuto il tuo stesso sogno (私はあなたと同じ夢を見た?, Watashi wa anata to onaji yumewomita) - 684. È meglio ucciderlo (殺されなければならない?, Korosa renakereba naranai) - 685. Tutto! (エヴリシング·アイ?, Evurishingu ai) - 686. Colui che affida e colui che eredita (行く人々と私たちに何かを残している人?, Iku hitobito to watashitachi ni nanika o nokoshite iru hito) - 687. Tu devi (あなたはなるだろう?, Anata wa narudarō) - 688. ...dello Sharingan (写輪眼?, Sharingan) - 689. Mi piacete un sacco (大好きだ?, Daisuki da) - 690. La storia di... (忍者?, Ninja) |                                         |                             |
| 71 | Trama Zetsu Nero spiega di aver nel corso degli anni manipolato gli eventi della storia dei ninja per permettere il ritorno di Kaguya. Questa affronta quindi Naruto e Sasuke, che hanno intenzione di usare i loro nuovi poteri per sigillarla. Per fermarli, Kaguya teletrasporta Sasuke in un'altra dimensione. Mentre Naruto affronta Kaguya da solo, Sakura e Obito vanno alla ricerca di Sasuke utilizzando il chakra della prima e la tecnica oculare del secondo. Anche se i due riescono a riportare Sasuke sul campo di battaglia, Obito muore nel tentativo di salvare il Team 7 da un attacco di Kaguya. Dopo aver ceduto il suo sogno di diventare Hokage a Naruto, Obito muore e si riunisce a Rin nell'aldilà, ma riesce comunque a passare il suo chakra a Kakashi, in modo che egli possa brevemente usare il suo Sharingan Ipnotico. Con l'aiuto di Kakashi e Sakura, Naruto e Sasuke riescono, infine, a sigillare Kaguya. |                                         |                             |
| 72 | Naruto Uzumaki!! 「うずまきナルト」 - Uzumaki Naruto!! | 4 febbraio 2015 ISBN 978-4-08-880220-6  | 14 aprile 2016              |
| 72 | Capitoli - 691. Auguri (幸せな誕生日?, Shiawasena tanjōbi) - 692. La rivoluzione (革命?, Kakumei) - 693. Di nuovo qui (ここでまた?, Koko de mata) - 694. Naruto e Sasuke (1) (ナルトとサスケ?, Naruto to Sasuke) - 695. Naruto e Sasuke (2) (ナルトとサスケ 第二部?, Naruto to Sasuke: sono ni) - 696. Naruto e Sasuke (3) (ナルトとサスケ 第三部?, Naruto to Sasuke: daisanbu) - 697. Naruto e Sasuke (4) (ナルトとサスケ 第四部?, Naruto to Sasuke: daiyonbu) - 698. Naruto e Sasuke (5) (ナルトとサスケ 第五部?, Naruto to Sasuke: daigobu) - 699. Il segno della pace (和解の兆し?, Wakai no kizashi) - 700. Naruto Uzumaki! (うずまきナルト!!?, Uzumaki Naruto!!) |                                         |                             |
| 72 | Trama Mentre il Team 7 ritorna nella dimensione reale, i Kage e Obito partono per l'aldilà, mentre Madara muore a causa dell'estrazione dei Cercoteri dal suo corpo. Dopo aver appreso da Hagoromo come rilasciare lo Tsukuyomi Infinito, Naruto si prepara ad affrontare Sasuke nella Valle dell'Epilogo: quest'ultimo infatti rivela di voler cancellare il passato uccidendo gli attuali Kage, Naruto, i Cercoteri e ricreando un nuovo sistema ninja grazie a una rivoluzione, riesce a soggiogare i Cercoteri e confinarli nei Chibaku Tensei. Dopo un acceso confronto sul significato di Hokage e uno scontro di dimensioni titaniche in cui vengono distrutte le statue di Madara e Hashirama e i due perdono un braccio, Sasuke si dichiara sconfitto e si riconcilia con Naruto, con cui rilascia lo Tsukuyomi. Qualche tempo dopo Sasuke decide di ripartire seguendo un percorso di redenzione e il nuovo Hokage Kakashi lo assolve dai precedenti crimini. Dopo aver promesso a Sakura che sarebbe tornato a Konoha, Sasuke incontra Naruto che gli restituisce il vecchio coprifronte. Alcuni anni dopo troviamo Konoha pronta ad ospitare il summit dei 5 Kage e vengono mostrate le nuove generazioni: Naruto e Hinata sono genitori di Boruto e Himawari, Sasuke e Sakura di Sarada (che sembra interessata a Boruto), Sai e Ino di Inojin, Shikamaru e Temari di Shikadai, Choji e Karui della Nuvola di ChoCho. Boruto ha un carattere esuberante come il Naruto dei tempi dell'accademia e soffre l'assenza del padre, ormai Settimo Hokage, e cerca di guadagnarsi la sua attenzione imbrattando i volti degli Hokage. Naruto spiega a Boruto, dopo aver interrotto il suo gesto vandalico, che il suo ruolo gli impone di salvaguardare l'intero villaggio e di considerare ogni cittadino di Konoha alla stregua di un suo parente, esortando il figlio, da buon ninja quale lui si appresta a diventare, di "durare". Poco dopo, scortato da Shikamaru, Naruto si avvia al summit: qui troviamo Gaara, Chojuro, il nuovo Mizukage, Kurotsuchi, nuova Tsuchikage e Darui, nuovo Raikage. Il manga si conclude con l'avvio del nuovo summit, il cui inizio è annunciato da Naruto stesso. |                                         |                             |

## Capitoli extra
Questi capitoli sono stati distribuiti nel corso di alcuni eventi come l'uscita di un film, di un databook o il debutto di un nuovo manga. Alcuni di questi si trovano come materiale aggiuntivo all'interno dei volumi speciali di Naruto altri sono stati pubblicati nella rivista Weekly Shōnen Jump.
In quanto inediti nell'edizione italiana, i titoli non sono quelli ufficiali, ma mere traduzioni dei titoli originali.
- All'Ichiraku... (木ノ葉外伝:一楽にて…。?, Konoha gaiden: Ichiraku nite…)
- Il nuovo ninjutsu erotico completato!! (皆の書：新エロ忍術完成!!?, Nambā kai no sho: shin ero ninjutsu kansei!!)
- La rivelazione del vero volto di Kakashi (者の書：~カカシ素顔御開帳?, Nambā sha no sho: ~Kakashi sugao gokaichō)
- Road to Ninja: Naruto the Movie (MOVIE 9：ROAD TO NARUTO THE MOVIE?, Nambā Mūbī 9: Rōdo tu Naruto za Mūbī)
- After The Last (NARUTO–ナルト–特別番外編~After THE LAST~?, Naruto Tokubetsu Bangai-hen~Afutā za Rasuto~)
- Il vero volto...!!  (風の書：素顔の真実…!!?, Nambā fū no sho: sugao no shinjitsu…!!)
- La bestia che è colpita dall'amore!! (雷の書：愛を射たれた獣!!?, Nambā rai no sho: ai o itareta kemono!!)
- Boruto: La strada di "B" (BORUTO-ROAD TO "B"-?, Boruto-Rōdo tu Boruto-)
- Il giorno in cui Naruto diventò Hokage (Boruto-NARUTO THE MOVIE-特別番外編 ナルトが火影になった日?, Boruto: Naruto za Mūbī Tokubetsu Bangai-hen: Naruto ga Hokage ni natta hi)
- Il cammino illuminato dalla luce della luna piena (ＮＡＲＵＴＯ―ナルト― 外伝 ～満ちた月が照らす道～?, Naruto gaiden: michita tsuki ga terasu michi)